# 訃報 2024年3月
訃報 2024年3月（ふほう 2024ねん3がつ）では、2024年3月に物故した、又は物故が報じられた人物についてまとめる。

## 1日 - 15日

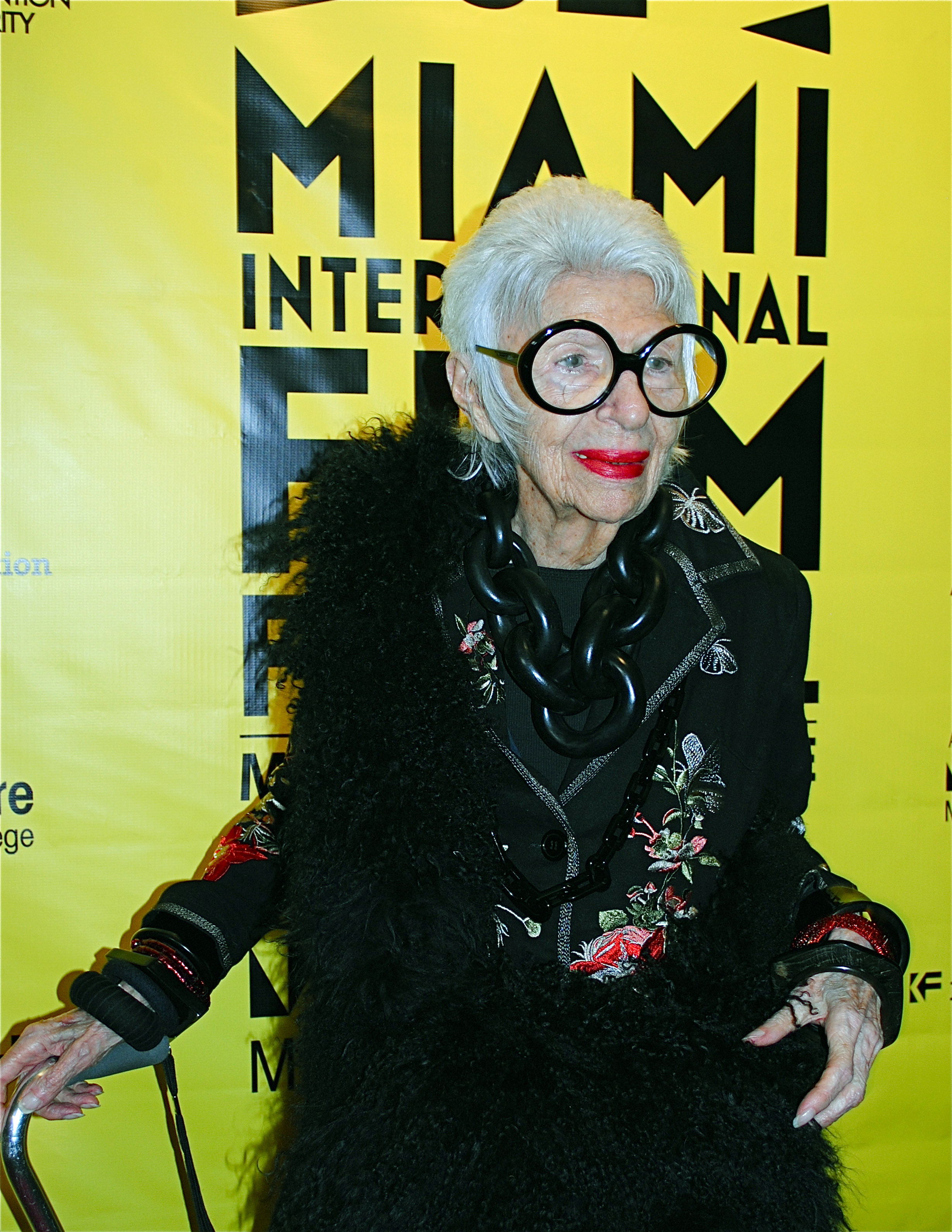
アイリス・アプフェル／3月1日没

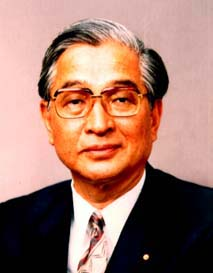
真鍋賢二／3月2日没

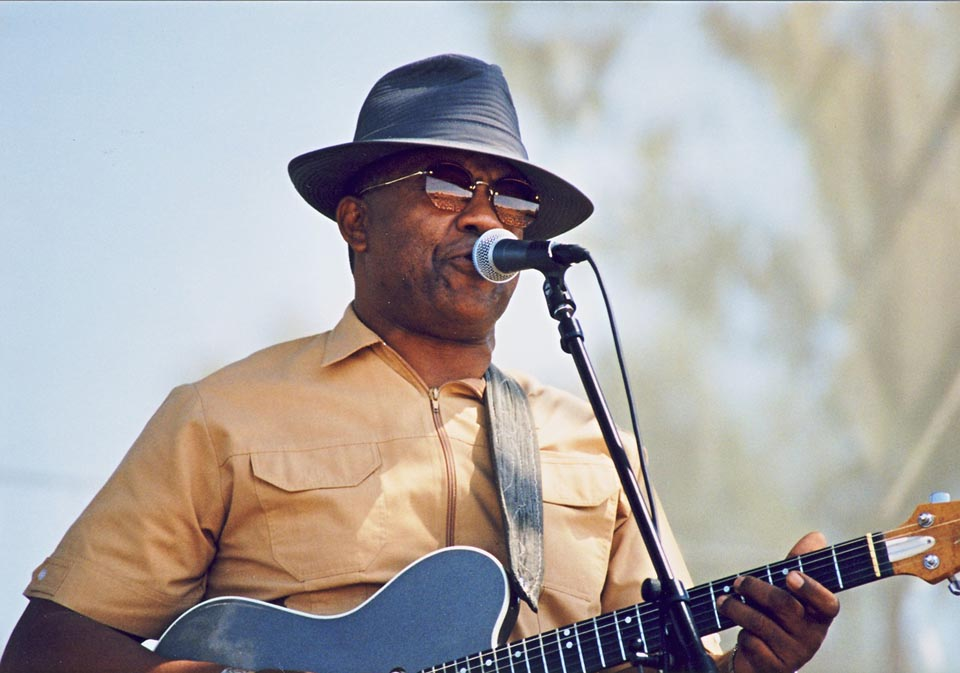
W・C・クラーク／3月2日没

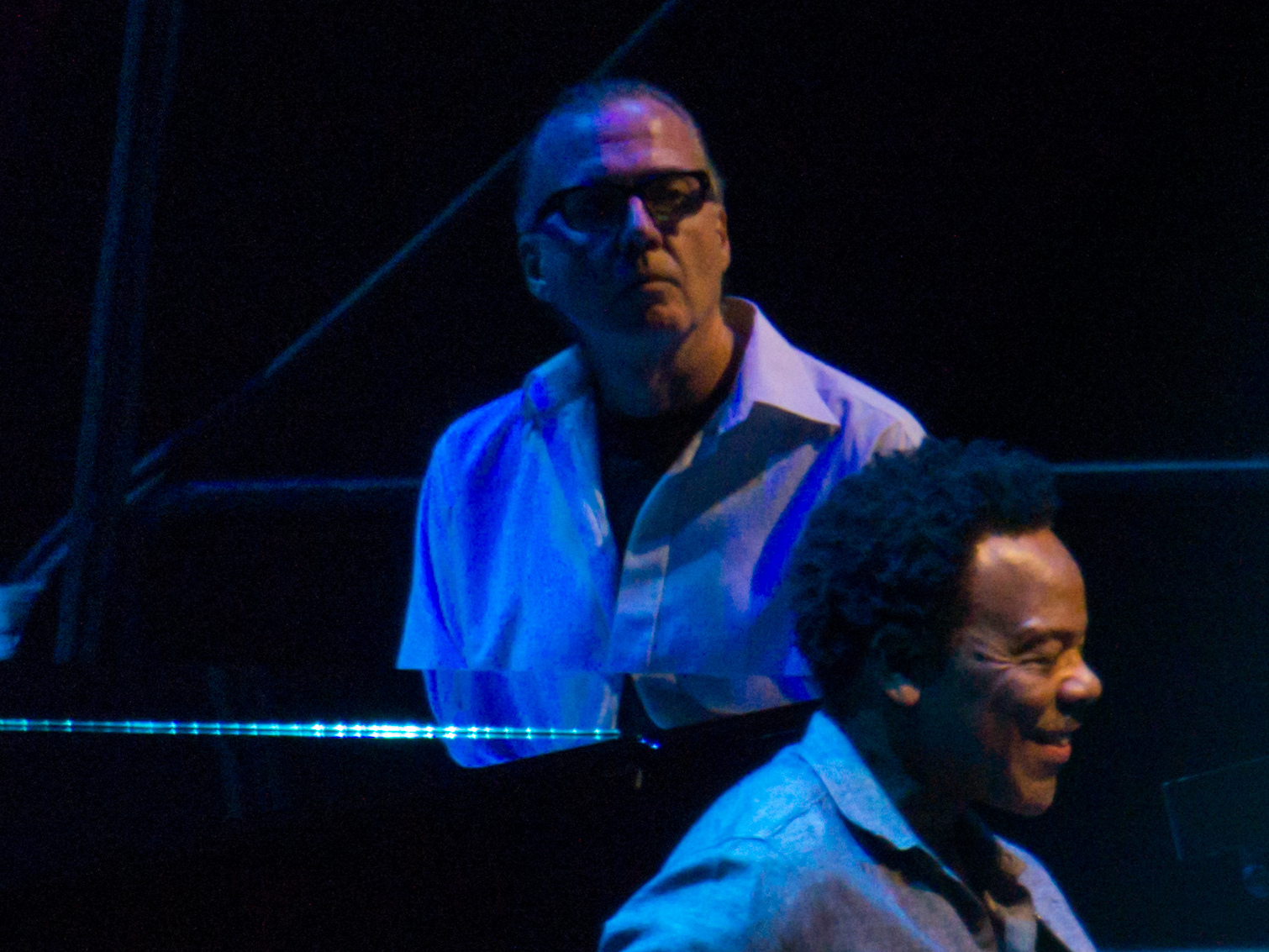
ジム・ビアード（後方）／3月2日没

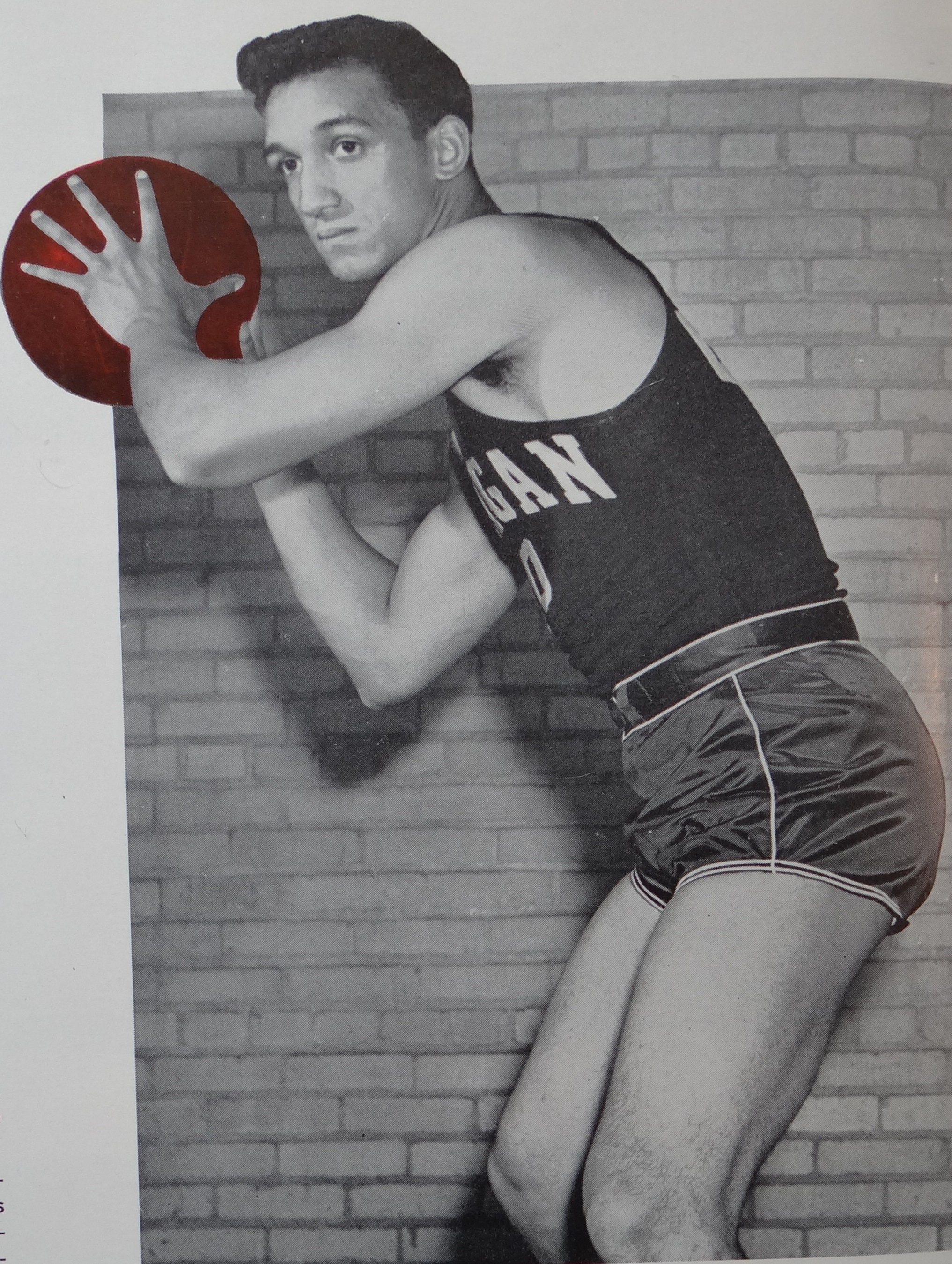
ボブ・ハリソン／3月3日没

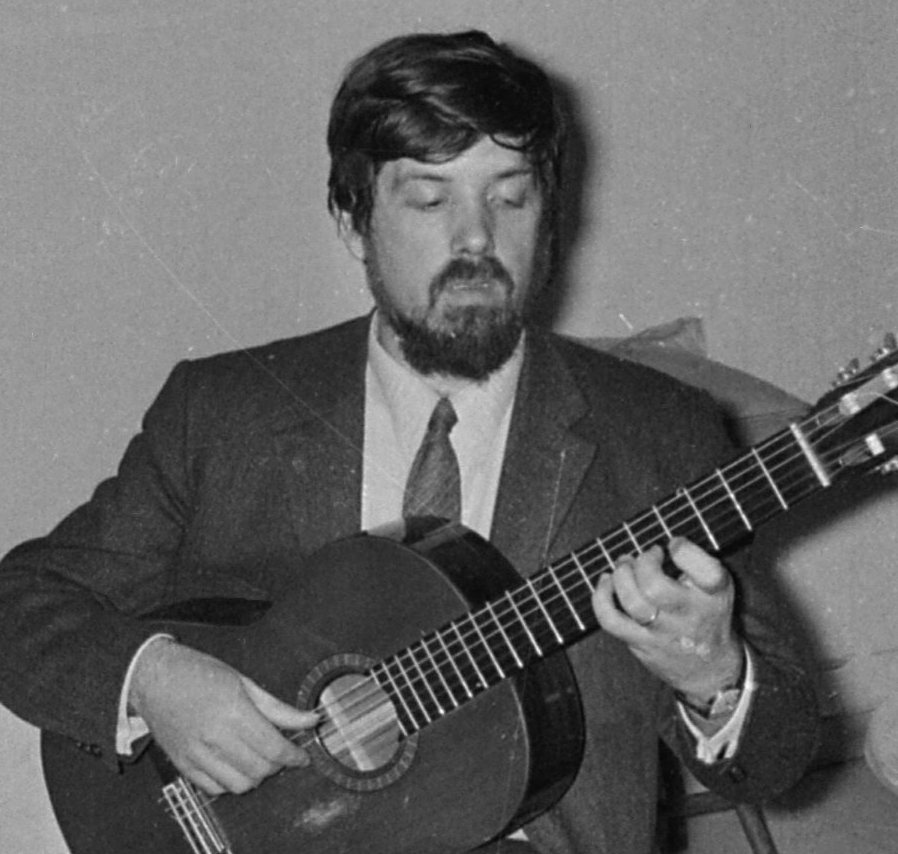
オスカル・ギリア／3月3日没

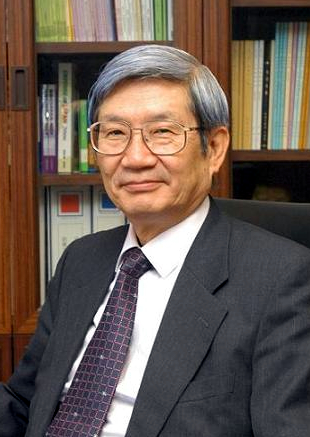
五百籏頭眞／3月6日没

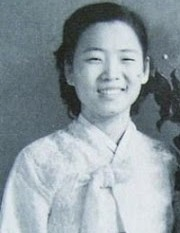
孫命順／3月7日没

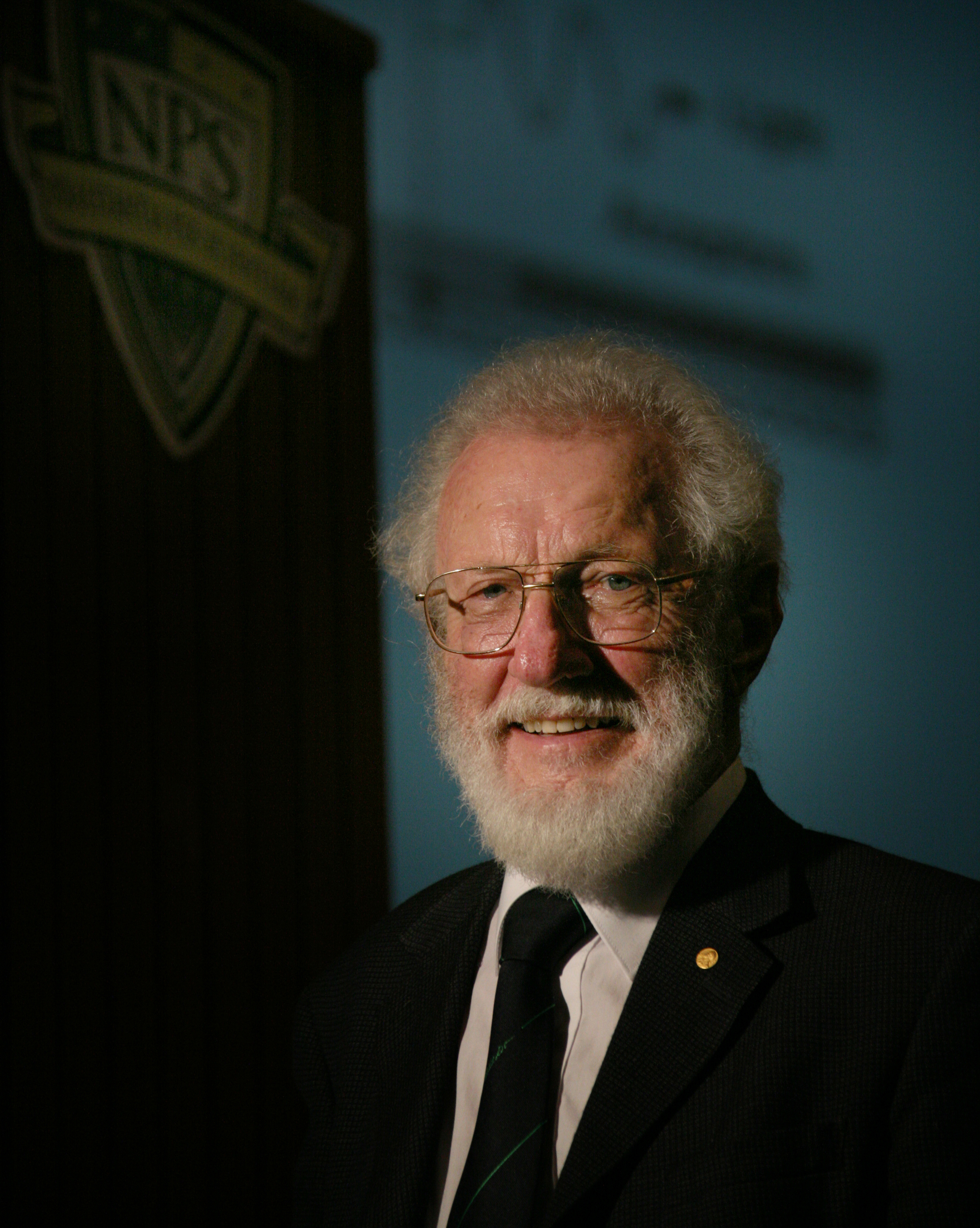
ハーバート・クレーマー／3月8日没

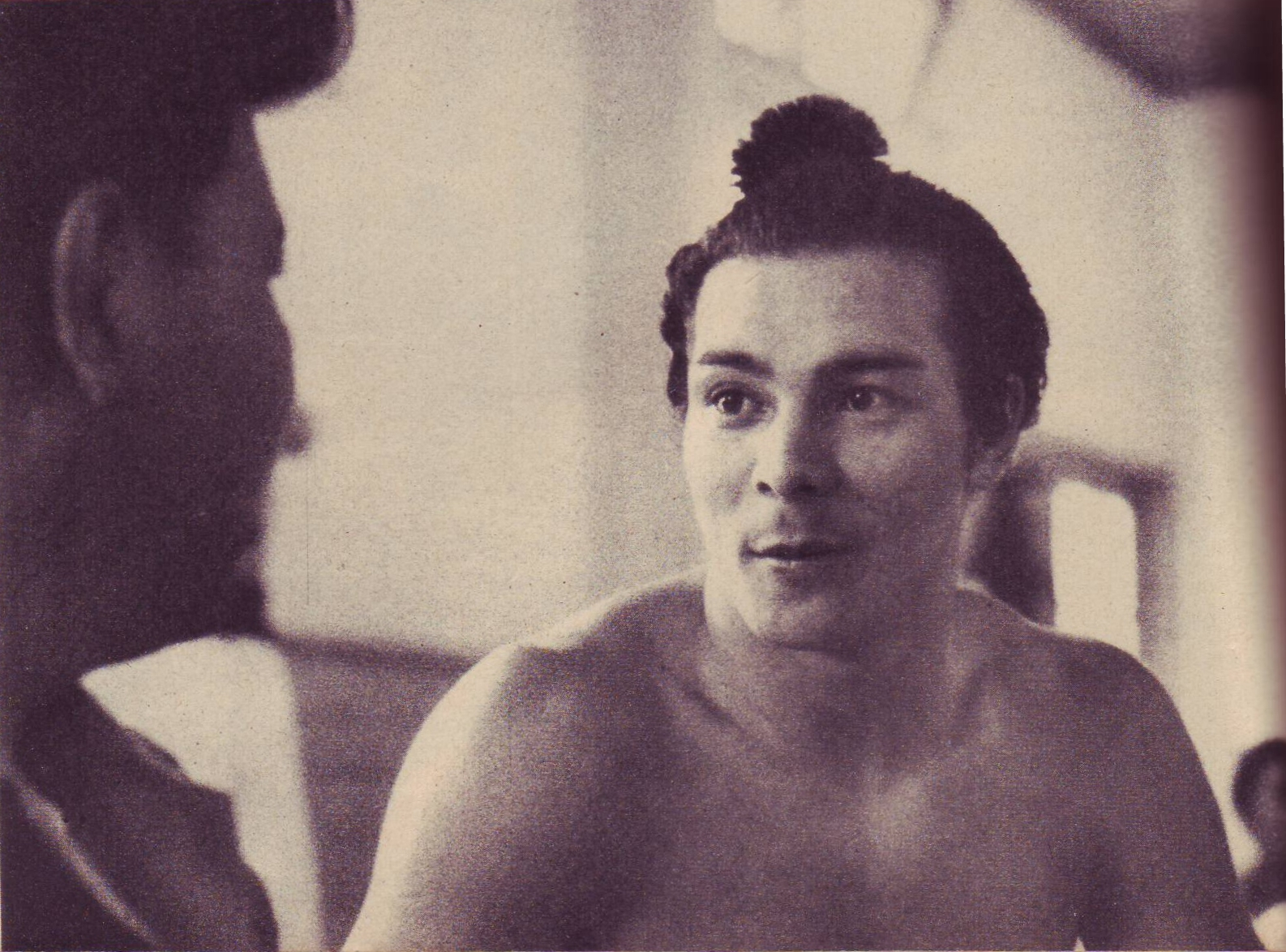
明武谷力伸／3月10日没

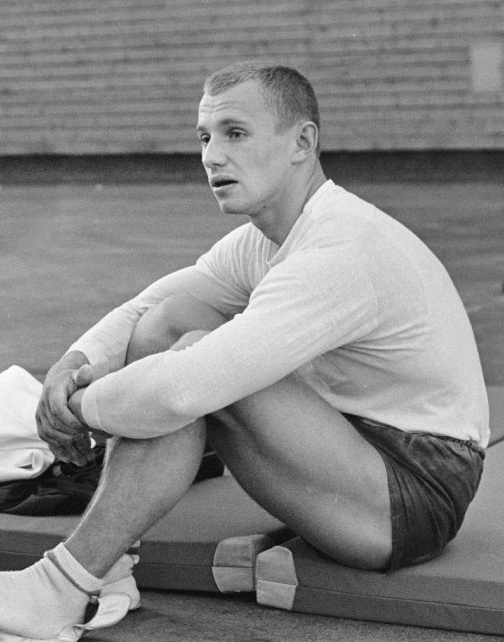
セルゲイ・ディアミドフ／3月10日没（訃報発表日）

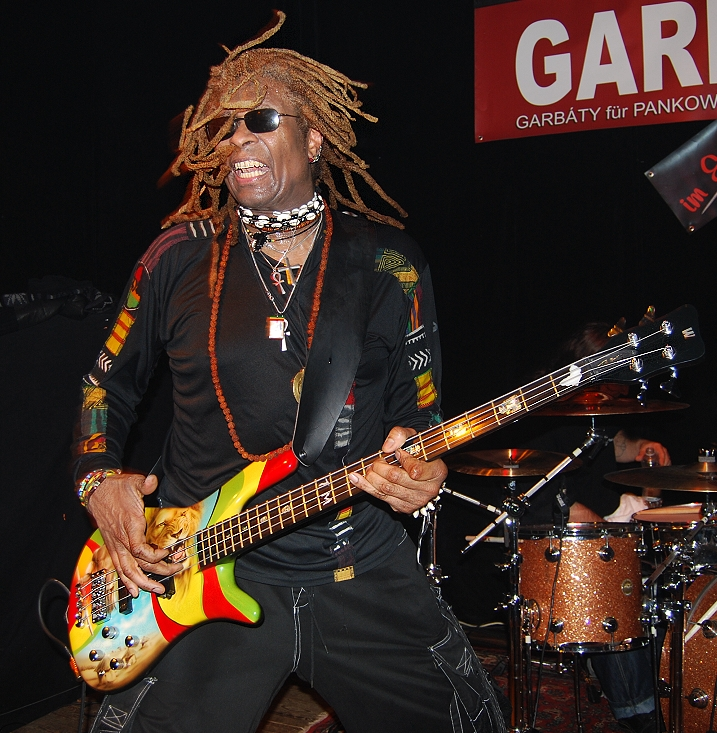
T・M・スティーヴンス／3月10日没

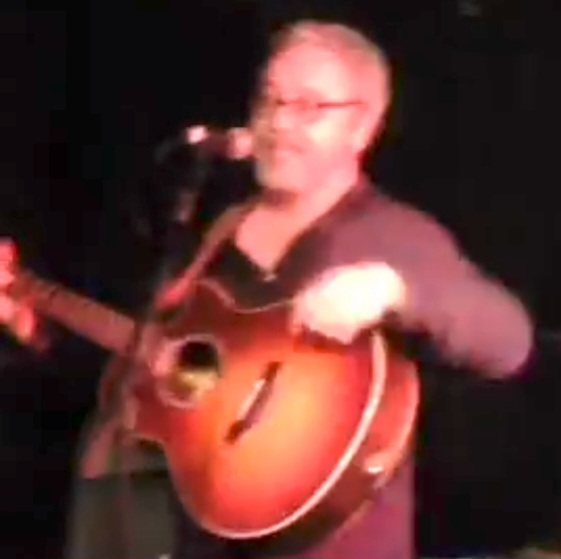
カール・ウォリンジャー／3月10日没

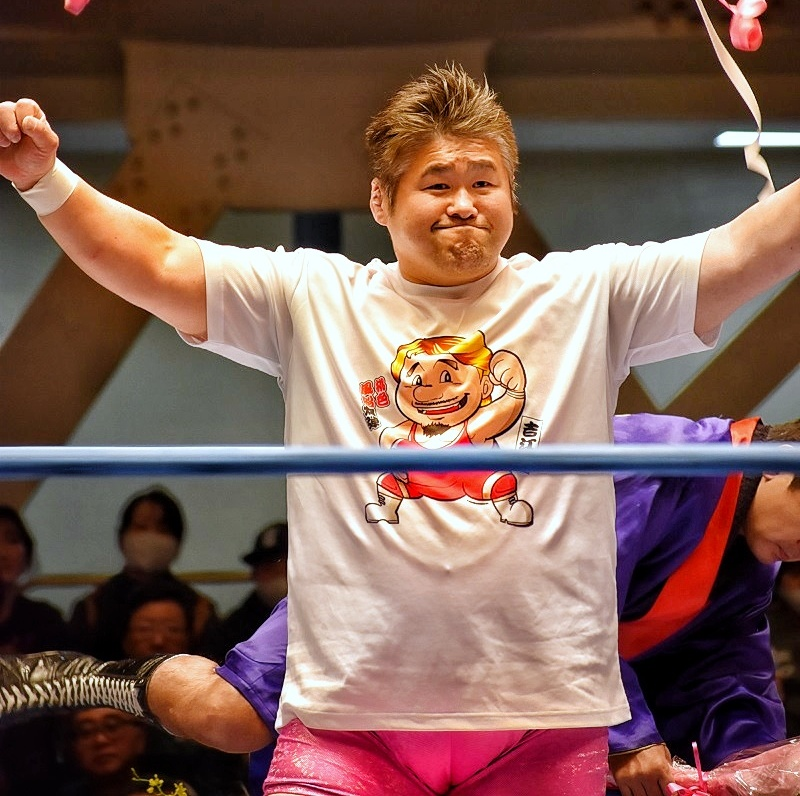
吉江豊／3月10日没

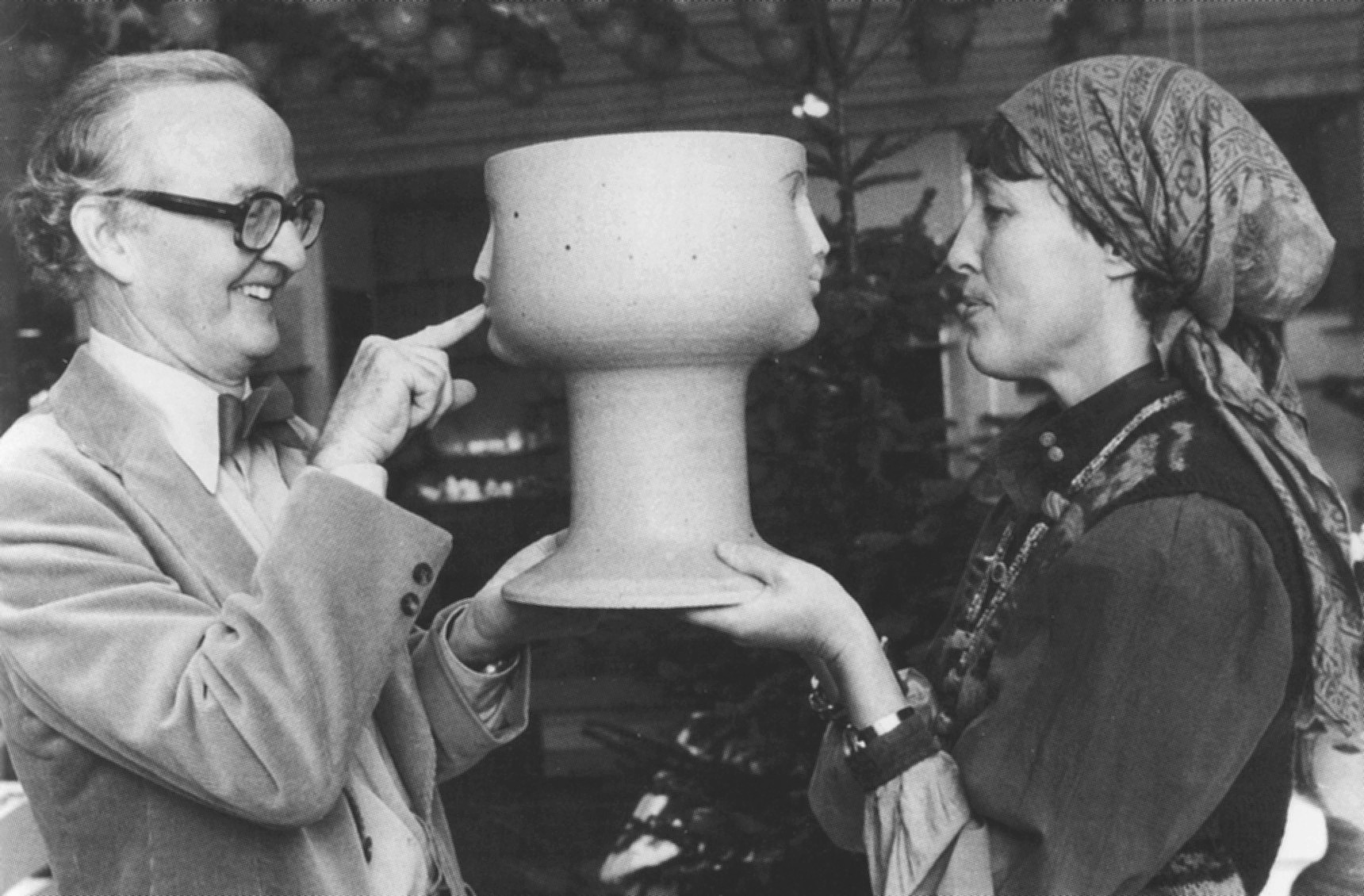
リサ・ラーソン（右）／3月11日没

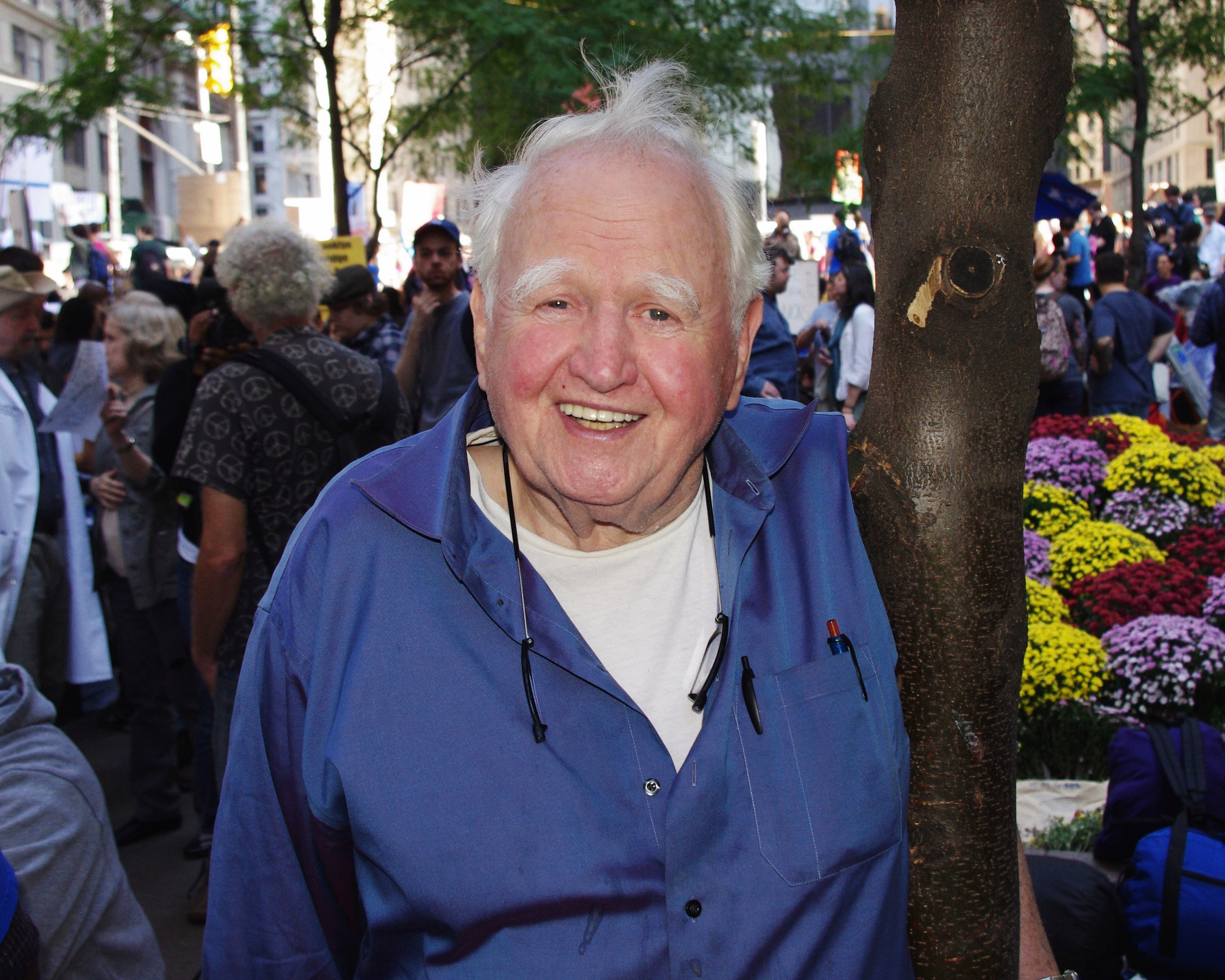
マラキー・マッコート／3月11日没

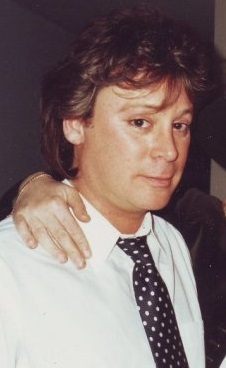
エリック・カルメン／3月11日没（訃報発表日）

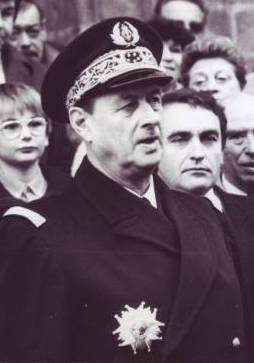
フィリップ・ド・ゴール／3月13日没

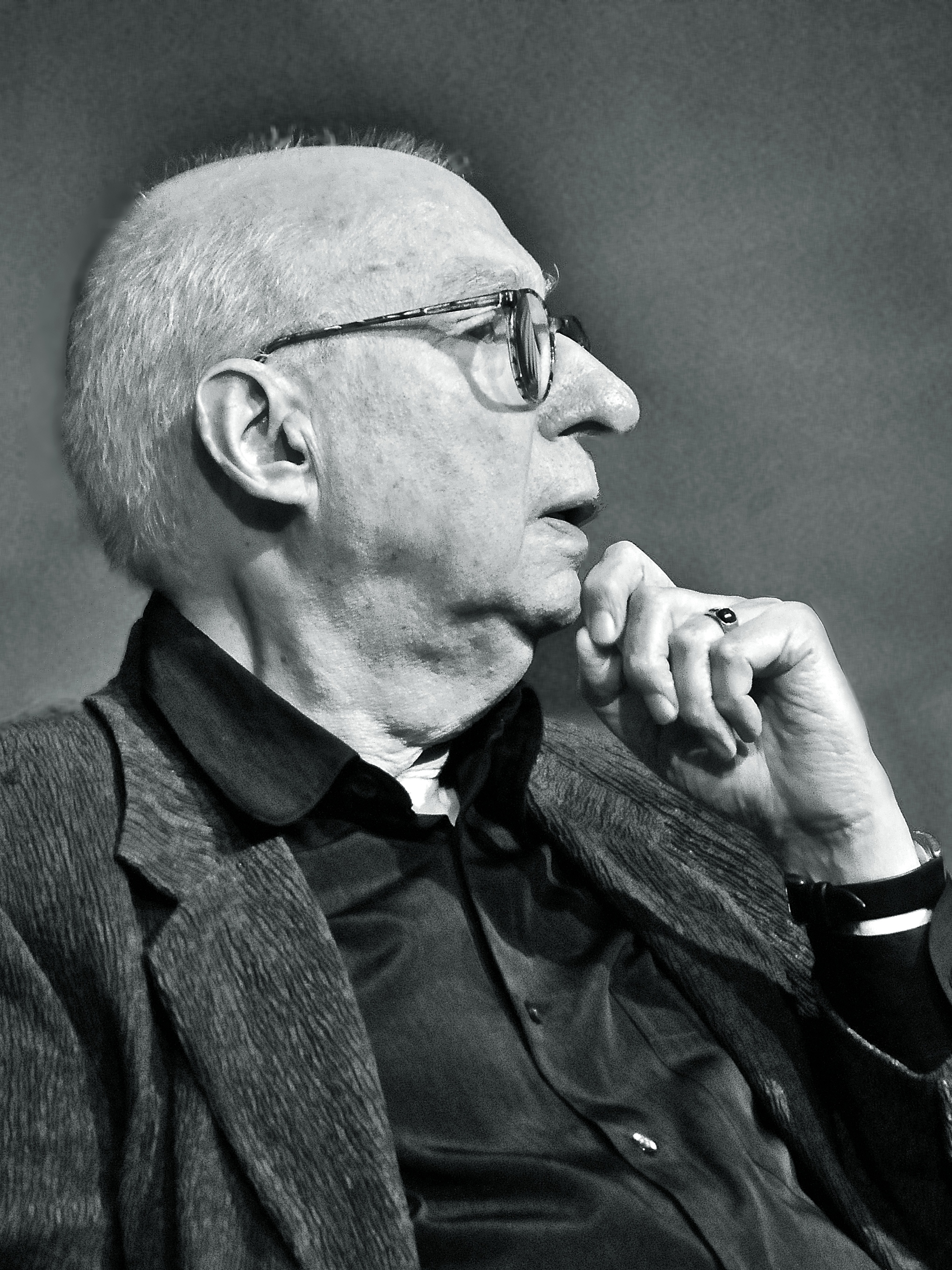
アリベルト・ライマン／3月13日没

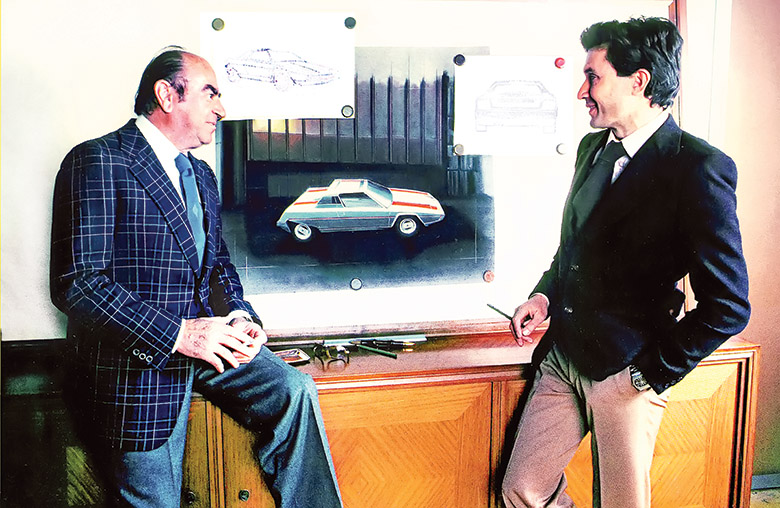
マルチェロ・ガンディーニ（右）／3月13日没

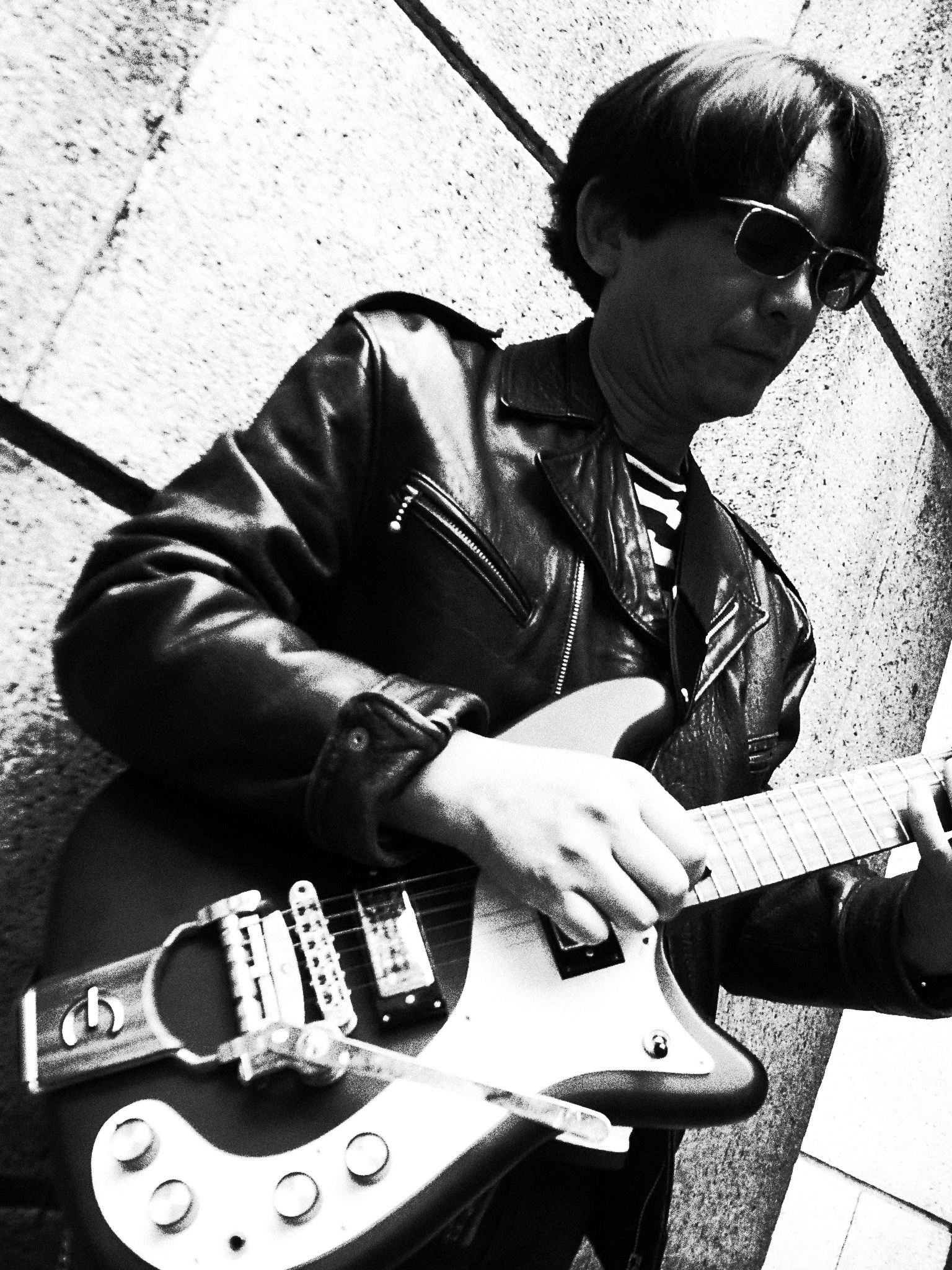
ピンキー青木／3月13日没（訃報発表日）

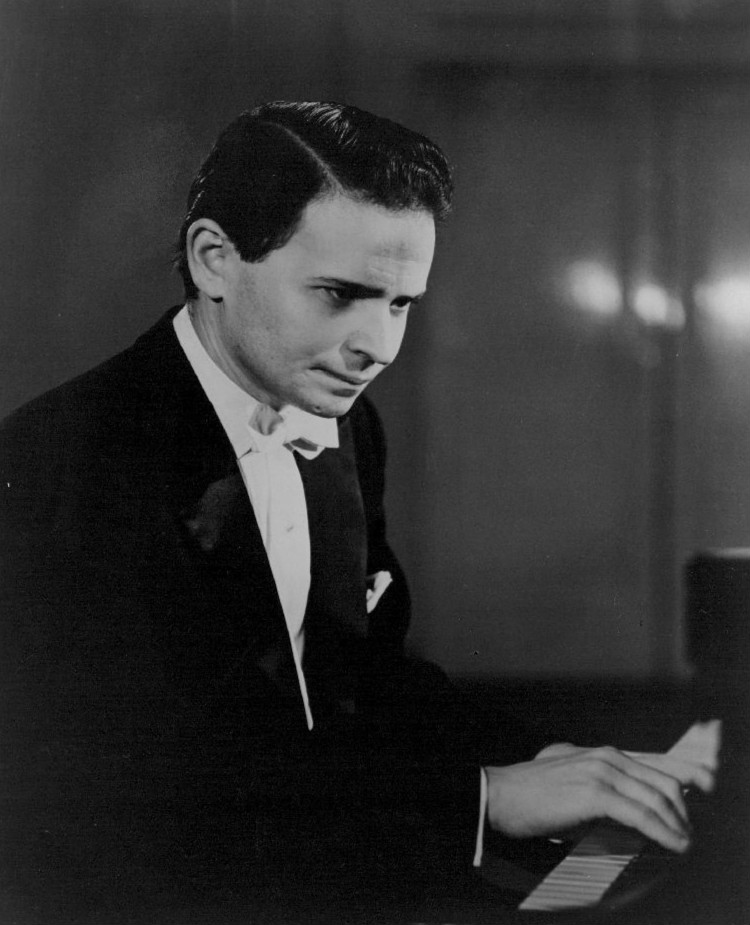
バイロン・ジャニス／3月14日没

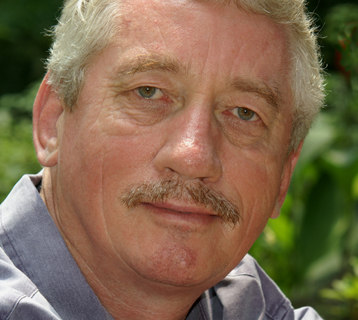
フランス・ドゥ・ヴァール／3月14日没

- 3月1日 - アイリス・アプフェル、アメリカ合衆国の実業家、インテリアデザイナー、ファッションアイコン（* 1921年）[1]
- 3月1日 - ジャクリーヌ・デュエーム（英語版、フランス語版）、フランスのイラストレーター、絵本作家（* 1927年）[2]
- 3月1日 - オ・ヒョンギョン（朝鮮語版）、大韓民国の俳優（* 1936年）[3]
- 3月1日 - 鳥山明、日本の漫画家（* 1955年）[4]
- 3月1日（遺体発見日） - ソフィア・レオーネ（スペイン語版）、アメリカ合衆国のポルノ女優（* 1997年）[5]
- 3月2日 - 真鍋賢二、日本の政治家、元参議院議員【自由民主党所属】、第36代環境庁長官（* 1935年）[6]
- 3月2日 - 佐久間美成、日本の実業家、元岩田屋社長（* 1935年）[7]
- 3月2日 - W・C・クラーク、アメリカ合衆国のブルース・ミュージシャン（* 1939年）[8]
- 3月2日 - 黄栄夏（朝鮮語版）、大韓民国の政治家、公務員、元総務処長官、元監査院事務総長（* 1939年）[9]
- 3月2日 - モーリス・ベンブリッジ（英語版）、イギリスのプロゴルファー（* 1945年）[10]
- 3月2日 - マーク・ダッドソン（英語版）、アメリカ合衆国の声優（* 1960年）[11][12]
- 3月2日 - ジム・ビアード、アメリカ合衆国のジャズ・フュージョンキーボーディスト、作曲家（* 1960年）[13]
- 3月2日 - ジョン・オカフォー（英語版）、ナイジェリアの俳優（* 1961年）[14]
- 3月2日 - セレン・パペ・ポウルセン（英語版）、デンマークの政治家、保守党党首、フォルケティング議員、元司法相、元ヴィボー基礎自治体長（* 1971年）[15]
- 3月3日 - ボブ・ハリソン、アメリカ合衆国の元プロバスケットボール選手（* 1927年）[16]
- 3月3日 - 篠原眞、日本の作曲家（* 1931年）[17]
- 3月3日 - ロベルト・フレイタス（英語版）、ウルグアイの元プロサッカー選手、指導者、元同国代表（* 1932年）[18]
- 3月3日 - エドワード・ボンド（英語版）、イギリスの劇作家（* 1934年）[19]
- 3月3日 - オスカル・ギリア、イタリアのギタリスト（* 1938年）[20]
- 3月3日 - アレクサンドレ・バプティスタ（英語版）、ポルトガルの元プロサッカー選手、元同国代表（* 1941年）[21]
- 3月3日 - 中嶋夏（英語版）、日本の舞踏家、振付家（* 1943年）[22]
- 3月3日 - 小川彰、日本の脳神経外科医、岩手医科大学理事長（* 1949年）[23]
- 3月3日 - 黒田鉄山、日本の武術家、師範、振武舘第15代宗家（* 1950年）[24]
- 3月3日 - エド・オット（英語版）、アメリカ合衆国の元プロ野球選手【ピッツバーグ・パイレーツほか所属】（* 1951年）[25]
- 3月3日 - U・L・ワシントン（英語版）、アメリカ合衆国の元プロ野球選手【カンザスシティ・ロイヤルズほか所属】（* 1953年）[26]
- 3月3日 - アグベヨメ・コジョ（英語版）、トーゴの政治家、元首相、元国民議会議長（* 1954年）[27]
- 3月3日 - ジャクリン・ホセ（英語版）、フィリピンの女優（* 1964年）[28]
- 3月3日 - ブリット・ターナー（英語版）、アメリカ合衆国のドラマー（* 1967年?）[29]
- 3月4日（訃報発表日） - ケース・ライフェルス（英語版）、オランダの元プロサッカー選手、指導者、元同国代表（* 1926年）[30]
- 3月4日 - 曽茂朝（中国語版）、中華人民共和国の計算機科学者、実業家、政治家、元中国科学院計算技術研究所所長、元聯想集団董事長、元全国人民代表大会代表（* 1932年）[31]
- 3月4日 - 山田勝弘、日本の実業家、元魚力社長（* 1933年）[32]
- 3月4日 - フランシスコ・ゴンサレス・バレル（英語版）、スペイン出身のアメリカ合衆国のカトリック教会の聖職者、元ワシントン大司教区（英語版）補佐司教（* 1939年）[33]
- 3月4日 - 金在烘（朝鮮語版）、大韓民国の実業家、元韓国タバコ人参公社社長（* 1939年）[34]
- 3月4日 - 池上敏、日本の音楽教育者、山口大学名誉教授（* 1949年）[35]
- 3月4日 - TARAKO、日本の声優（* 1960年）[36]
- 3月5日 - 杉野要吉、日本の国文学者、早稲田大学名誉教授、元関東学院女子短期大学教授（* 1932年）[37]
- 3月5日 - ロルフ・ラルヒャー（英語版）、スイスの元ボート競技選手、1960年オリンピック銅メダリスト（* 1934年）[38]
- 3月6日 - 峯陽、日本の作詞家、作曲家（* 1932年）[39]
- 3月6日 - 田部光子、日本の美術家（* 1933年）[40]
- 3月6日 - 嶋津孝之、日本の耐震工学者、広島大学名誉教授（* 1937年）[41]
- 3月6日 - 新海英行、日本の教育学者、名古屋大学名誉教授、元名古屋柳城短期大学学長（* 1938年）[42]
- 3月6日 - 大久保真一、日本の実業家、ダイオーズ・ファウンダー最高顧問（* 1942年?）[43]
- 3月6日 - 五百籏頭眞、日本の政治学者、神戸大学名誉教授、第8代防衛大学校長（* 1943年）[44]
- 3月6日 - 佐藤哲也、日本の動物園経営者、那須どうぶつ王国・神戸どうぶつ王国園長（* 1956年?）[45]
- 3月6日 - マルタン・ンドンゴ＝エバンガ、カメルーンの元ボクサー、1984年オリンピック銅メダリスト（* 1966年）[46]
- 3月6日 - 浅井裕、日本の漫画原作者（* 生年不詳）[47]
- 3月7日 - 孫命順、大韓民国の元ファーストレディ（* 1929年）[48]
- 3月7日 - リチャード・ローズクランス、アメリカ合衆国の国際関係学者、元カリフォルニア大学ロサンゼルス校・カリフォルニア大学バークレー校・コーネル大学教授（* 1930年）[49]
- 3月7日 - スティーヴ・ローレンス（英語版）、アメリカ合衆国の歌手、俳優（* 1935年）[50]
- 3月7日 - ルーカス・サマラス（英語版）、ギリシャ出身のアメリカ合衆国の芸術家（* 1936年）[51]
- 3月7日（訃報発表日） - ジョー・クタジャル（英語版）、マルタの歌手（* 1941年）[52]
- 3月8日 - ハーバート・クレーマー、ドイツ出身のアメリカ合衆国の物理学者、2000年ノーベル物理学賞受賞者（* 1928年）[53]
- 3月8日 - 中元清吉、日本の政治家、実業家、元愛媛県伊方町長（* 1928年）[54]
- 3月8日 - 石黒毅、日本の教育社会学者、南山大学名誉教授（* 1931年）[55]
- 3月8日 - 堀内厚生、日本の地方公務員、元愛知県名古屋市収入役、元名古屋市水道局長（* 1931年または1932年）[56]
- 3月9日 - 遠山順一、日本の経営学者、愛媛大学名誉教授（* 1931年）[57]
- 3月9日（訃報発表日） - アンタナス・バグドナヴィチウス（英語版）、ソビエト連邦、リトアニアの元ボート競技選手、1960年オリンピック銀メダリスト、1968年オリンピック銅メダリスト（* 1938年）[58]
- 3月9日 - ゲルハルト・ディートリヒ（英語版）、東ドイツ、ドイツの元体操選手、1968年オリンピック銅メダリスト（* 1942年）[59]
- 3月9日 - ゲオルギ・ポポフ（英語版）、ブルガリアの元プロサッカー選手、元同国代表（* 1944年）[60]
- 3月9日（訃報発表日） - ムハメット・ハラソフ（英語版）、ソビエト連邦、ロシアの物理学者（* 1948年）[61]
- 3月9日 - 五代目林家小染、日本の落語家（* 1963年）[62]
- 3月10日 - 田中恭一、日本の実業家、メニコン創業者（* 1931年）[63]
- 3月10日 - 榎本弘、日本の経済学者、青山学院大学名誉教授（* 1931年）[64]
- 3月10日 - 明武谷力伸（明歩谷清）、日本の元大相撲力士（* 1937年）[65]
- 3月10日 - 谷川晃一、日本の画家、エッセイスト、美術評論家、絵本作家（* 1938年）[66]
- 3月10日（訃報発表日） - セルゲイ・ディアミドフ、ソビエト連邦、ウズベキスタンの元体操選手、指導者、1964年・1968年オリンピック銀メダリスト（* 1943年）[67]
- 3月10日 - 星野珙二、日本の経営学者、福島大学名誉教授・元副学長（* 1945年）[68]
- 3月10日 - T・M・スティーヴンス、アメリカ合衆国のベーシスト（* 1951年）[69]
- 3月10日 - カール・ウォリンジャー、イギリスのミュージシャン（* 1957年）[70]
- 3月10日 - いのまたむつみ、日本のイラストレーター、漫画家（* 1960年）[71]
- 3月10日 - 吉江豊、日本のプロレスラー（* 1974年）[72]
- 3月10日（訃報発表日） - ハリド・バタルフィ（英語版）、サウジアラビア出身のイスラーム過激派組織指導者【アラビア半島のアルカーイダ】（* 1978年から1980年までの間）[73]
- 3月11日 - リサ・ラーソン、スウェーデンの陶芸家（* 1931年）[74]
- 3月11日 - マラキー・マッコート、アメリカ合衆国の俳優、作家、政治活動家（* 1931年）[75]
- 3月11日 - パーシー・アドロン（英語版）、ドイツの映画監督（* 1935年）[76]
- 3月11日 - ポール・アレクサンダー（英語版）、アメリカ合衆国の弁護士（* 1946年）[77]
- 3月11日 - 村崎正人、日本の教育者、学校法人村崎学園理事長（* 1947年）[78]
- 3月11日（訃報発表日） - エリック・カルメン、アメリカ合衆国の歌手（* 1949年）[79]
- 3月11日 - 簡東明（中国語版）、中華民国（台湾）の政治家、元立法委員（* 1951年）[80]
- 3月11日 - エミリオ・コレア（英語版）、キューバの元ボクサー、1972年オリンピック金メダリスト（* 1953年）[81]
- 3月11日 - 三好博、日本の医師、大分三好ヴァイセアドラーオーナー兼部長（* 1954年?）[82]
- 3月11日（訃報発表日） - Bo$$（英語版）、アメリカ合衆国のラッパー（* 1969年）[83]
- 3月12日 - 大久保昭男、日本のイタリア文学者、フランス文学者（* 1927年）[84]
- 3月12日 - 中村幸昭、日本の実業家、鳥羽水族館創設者・名誉館長（* 1928年）[85]
- 3月12日 - 富田重之、日本の実業家、炭焼きレストランさわやか創業者（* 1937年）[86]
- 3月12日 - ビル・プラマー（英語版）、アメリカ合衆国の元プロ野球選手【シンシナティ・レッズほか所属】、元シアトル・マリナーズ監督（* 1947年）[87]
- 3月12日 - 野村啓司、日本の元アナウンサー【毎日放送所属】（* 1948年）[88][89]
- 3月12日 - ミン・ヨンスン（英語版）、大韓民国出身のアメリカ合衆国の芸術家（* 1953年）[90]
- 3月12日 - 渡辺佳恵、日本の編集者、ブランドディレクター（* 1969年）[91]
- 3月13日 - フィリップ・ド・ゴール、フランスの政治家、元フランス海軍軍人、海軍大将、元元老院議員（* 1921年）[92]
- 3月13日 - 山科和子、日本の被爆者、「チェルノブイリ・ヒバクシャ救援関西」代表（* 1922年）[93]
- 3月13日 - ステファン・アバジエフ（英語版）、ブルガリアの元プロサッカー選手、元同国代表（* 1934年）[94]
- 3月13日 - アリベルト・ライマン、ドイツの作曲家（* 1936年）[95]
- 3月13日 - マルチェロ・ガンディーニ、イタリアのカーデザイナー（* 1938年）[96]
- 3月13日 - 長澤利久、日本の実業家、元はくばく社長（* 1938年?）[97]
- 3月13日 - 渡辺誠弥、日本の元アナウンサー【日本放送協会所属】（* 1941年）[98]
- 3月13日（訃報発表日） - ロルフ・ブレットラー（英語版）、スイスの元プロサッカー選手、元同国代表（* 1942年）[99]
- 3月13日（訃報発表日） - ネオフィト（英語版）、ブルガリア正教会の聖職者、全ブルガリア総主教（* 1945年）[100]
- 3月13日（訃報発表日） - ピンキー青木、日本のミュージシャン、ザ・ファントムギフトのメンバー（* 1961年）[101]
- 3月13日 - 伊勢幸治、日本の実業家、コンバム社長（* 1965年）[102]
- 3月13日（訃報発表日） - ジョン・ブラント（英語版）、イギリスのドラマー、サーチャーズの元メンバー（* 生年不詳）[103]
- 3月14日 - バイロン・ジャニス、アメリカ合衆国のクラシック・ピアニスト（* 1928年）[104]
- 3月14日 - 鄭振香（中国語版）、中華人民共和国の考古学者（* 1929年）[105]
- 3月14日 - ラマラ・チコニア（英語版）、ソビエト連邦、ジョージアのソプラノ歌手（* 1930年）[106]
- 3月14日 - 神田一明、日本の洋画家、北海道教育大学名誉教授（* 1934年）[107]
- 3月14日 - レオン・セメリング（英語版）、ベルギーの元プロサッカー選手、元同国代表（* 1940年）[108]
- 3月14日 - 寺田農、日本の俳優、声優（* 1942年）[109]
- 3月14日 - ジム・マカンドリュー（英語版）、アメリカ合衆国の元プロ野球選手【ニューヨーク・メッツほか所属】（* 1944年）[110]
- 3月14日 - 大滝和雄、日本のバスケットボール指導者、元新潟県バスケットボール協会会長（* 1945年）[111]
- 3月14日 - フランス・ド・ヴァール、オランダの霊長類学者、エモリー大学教授（* 1948年）[112]
- 3月14日 - 山田政彦、日本の空手家、極真空手指導者（* 1958年）[113]
- 3月14日 - 長田奈麻、日本の舞台女優、ナイロン100℃のメンバー（* 1967年）[114]
- 3月14日 - イ・ウリ（朝鮮語版）、大韓民国の声優（* 2000年）[115]
- 3月15日 - 西川順之助、日本の実業家、ジャーナリスト、元バレーボール選手、中日新聞記者、元中日ドラゴンズ球団社長（* 1932年）[116]
- 3月15日 - パウル・ヨーゼフ・コルデス（英語版）、ドイツのカトリック教会の聖職者、枢機卿（* 1934年）[117]
- 3月15日 - アレクサンドル・シルヴィント（英語版）、ソビエト連邦、ロシアの俳優（* 1934年）[118]
- 3月15日 - 大橋晄、日本の俳人（* 1937年）[119]
- 3月15日 - ジョー・キャンプ（英語版）、アメリカ合衆国の映画監督、脚本家（* 1939年）[120]
- 3月15日 - 仲地哲夫、日本の歴史家、沖縄国際大学名誉教授（* 1940年）[121]

## 16日 - 31日

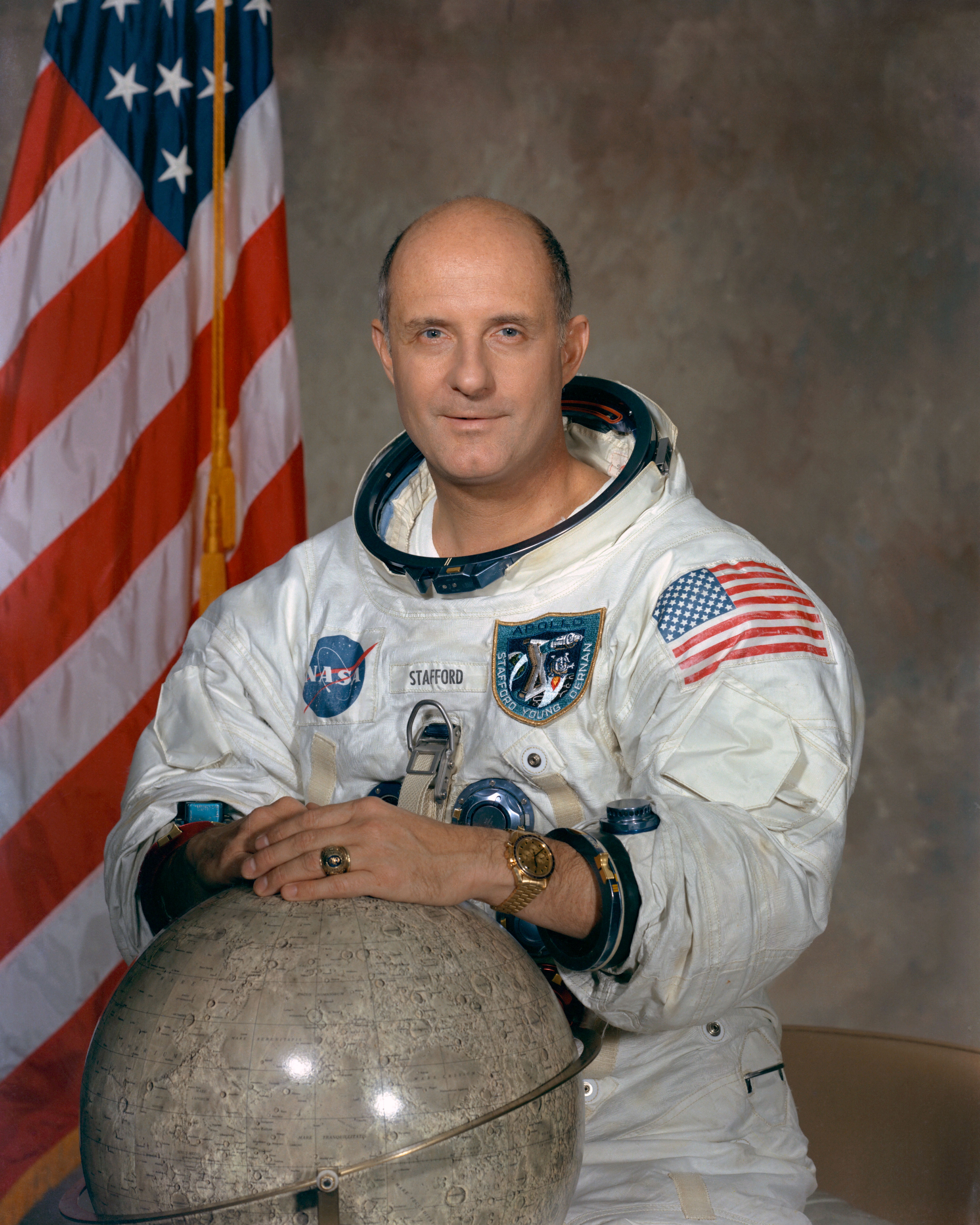
トーマス・スタッフォード／3月18日没

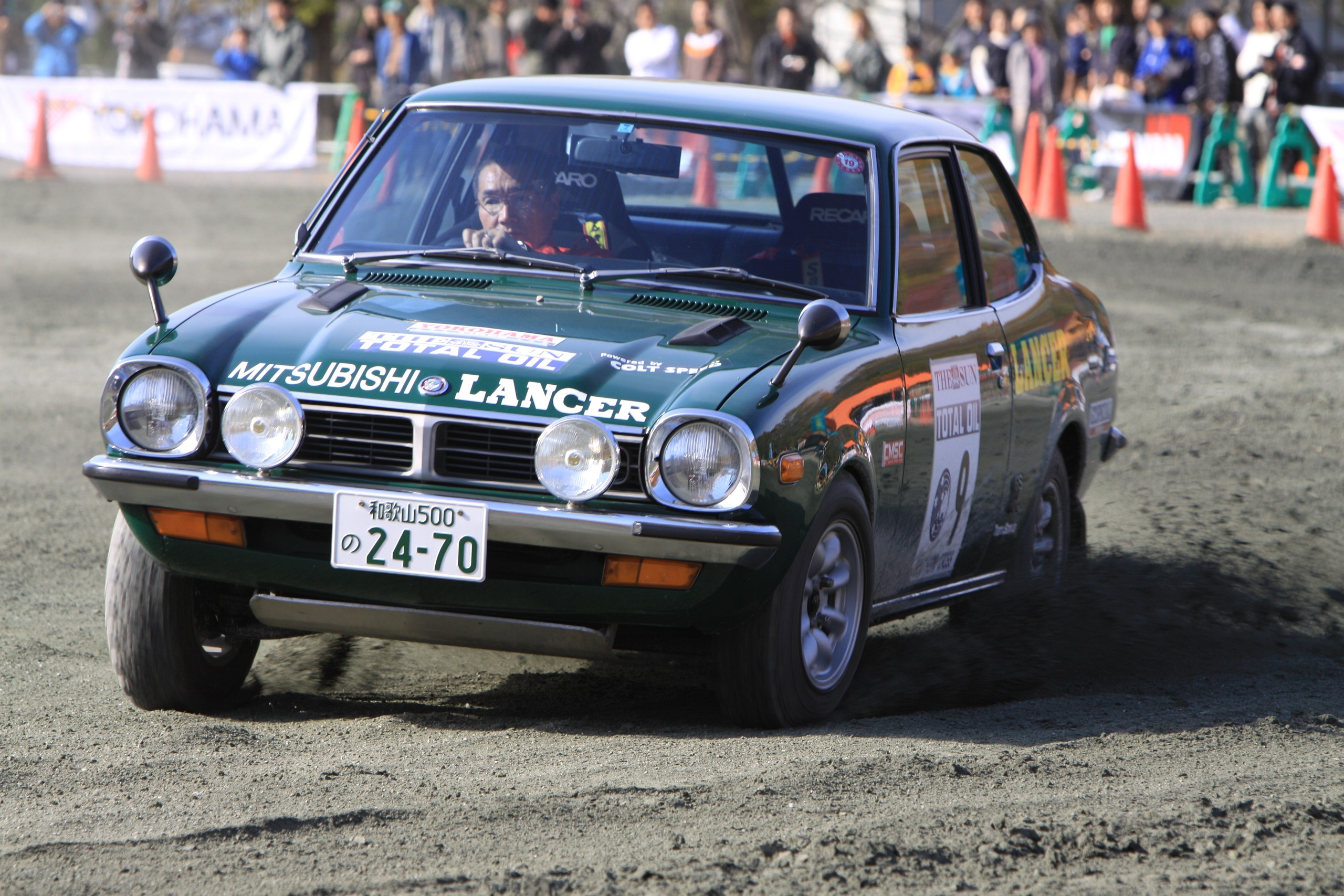
篠塚建次郎／3月18日没

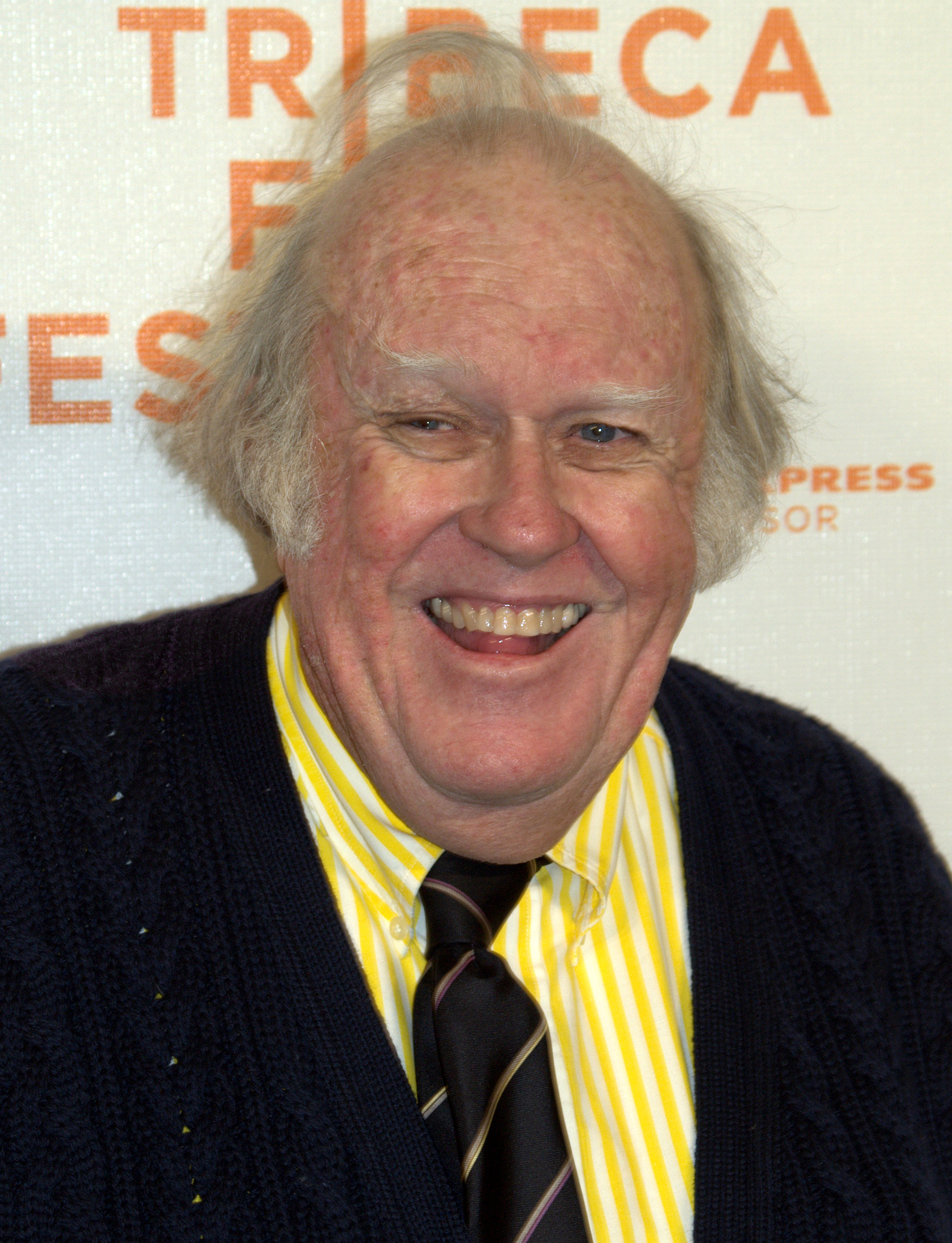
M・エメット・ウォルシュ／3月19日没

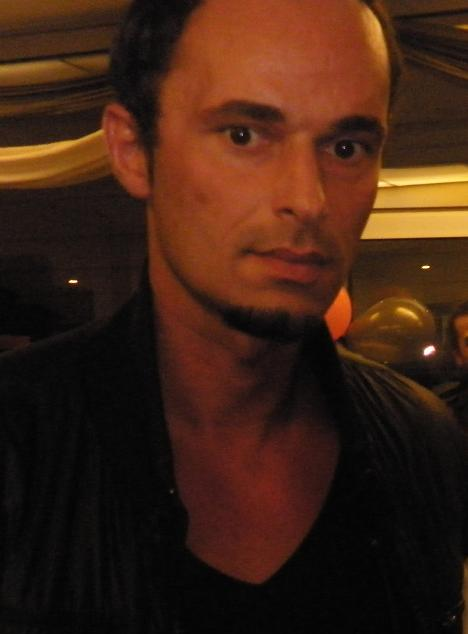
エルセン・マルティン／3月19日没（訃報発表日）

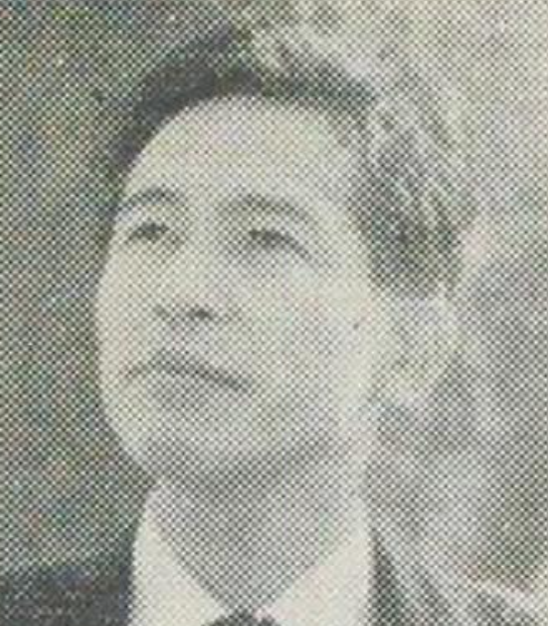
坂本長利／3月20日没

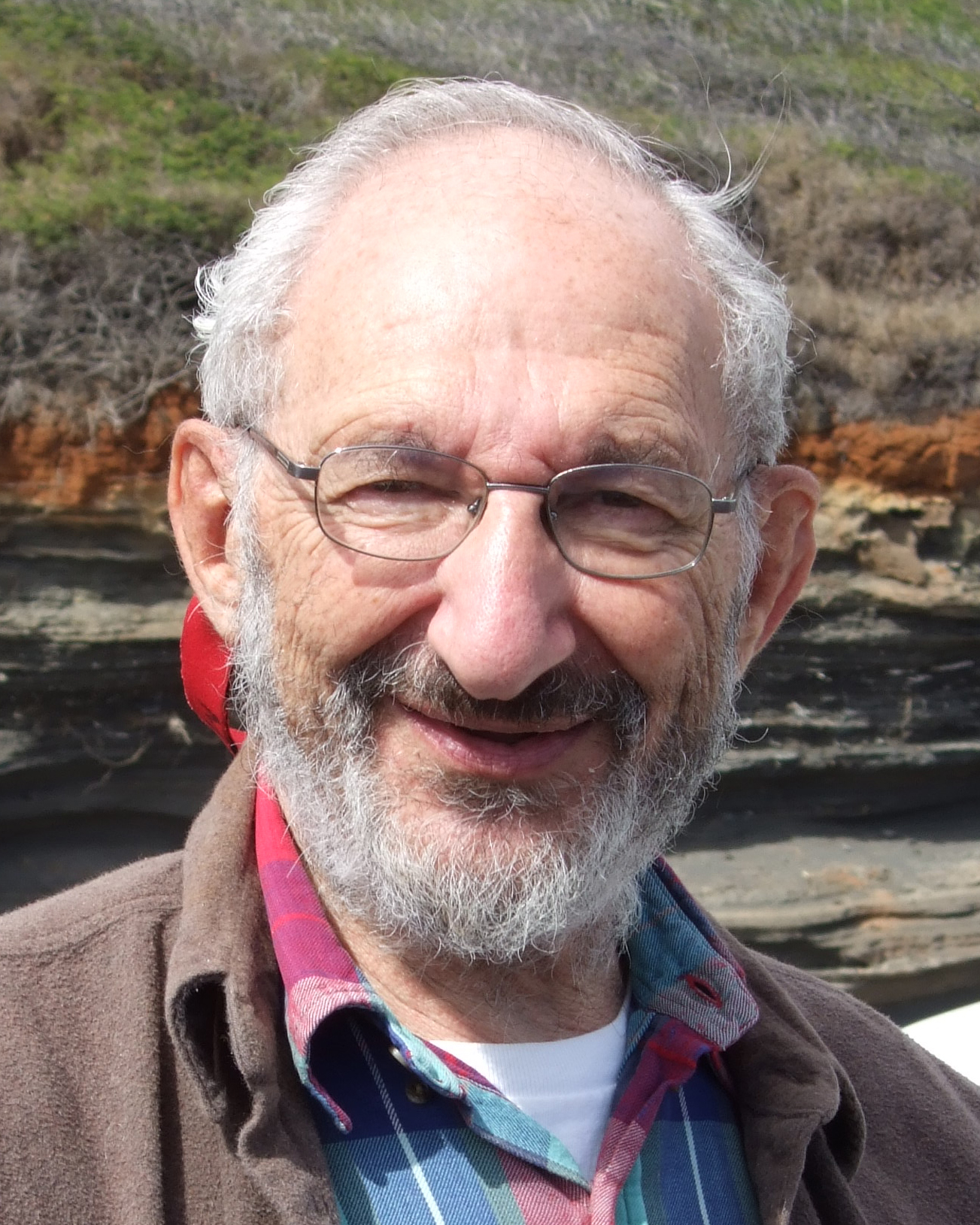
ミルトン・ダイアモンド／3月20日没

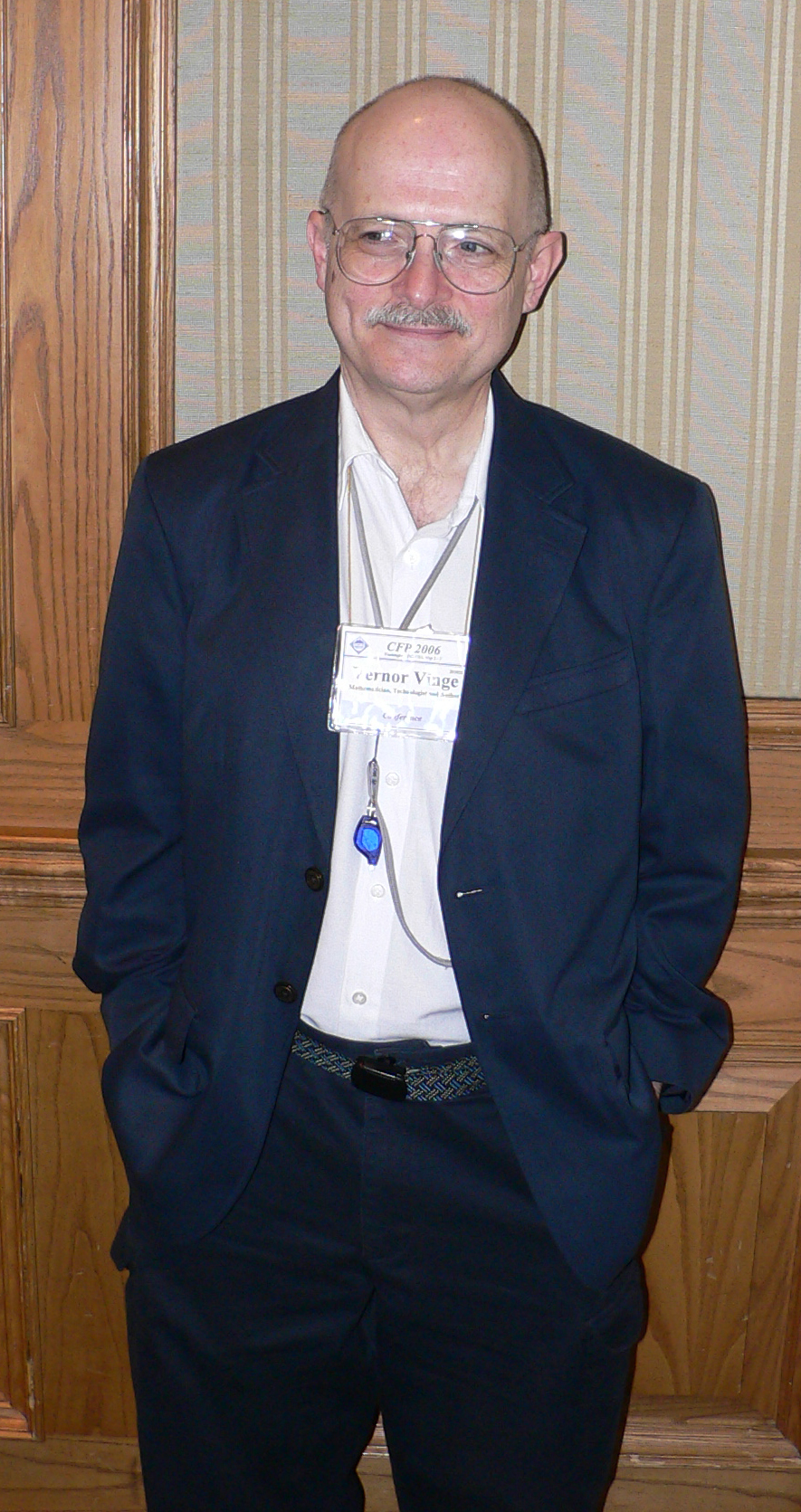
ヴァーナー・ヴィンジ／3月20日没

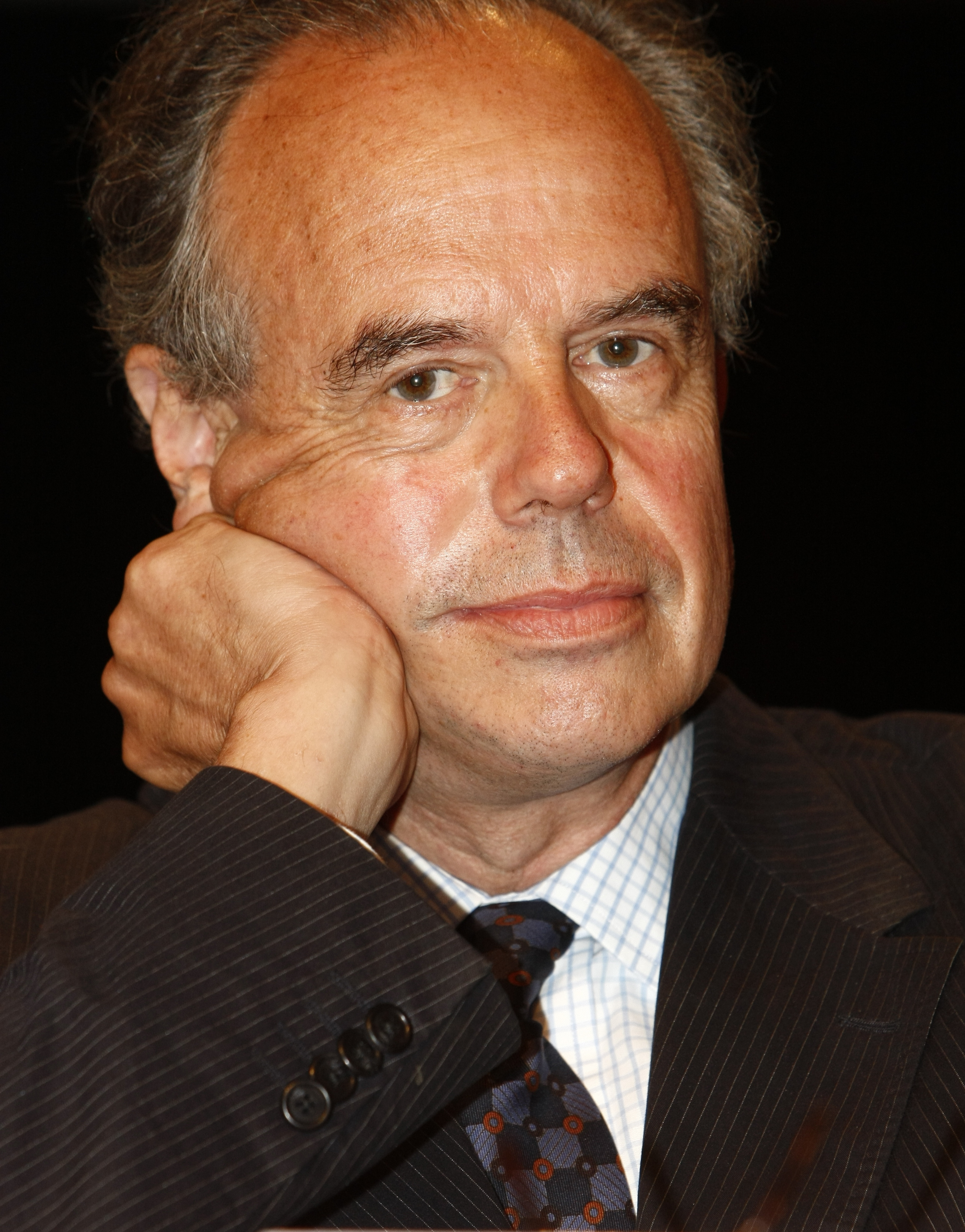
フレデリック・ミッテラン／3月21日没

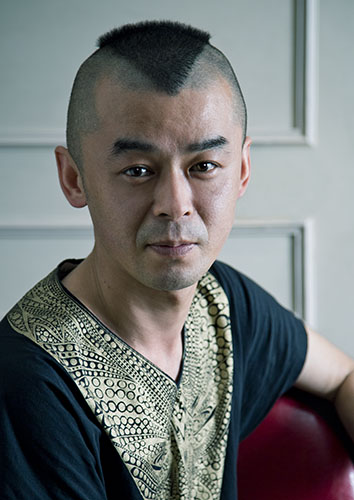
瀬尾英樹／3月21日没（訃報発表日）

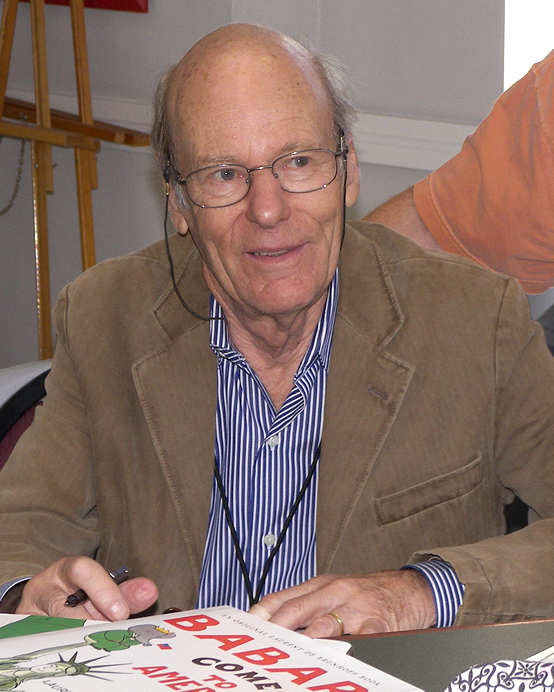
ローラン・ド・ブリュノフ／3月22日没

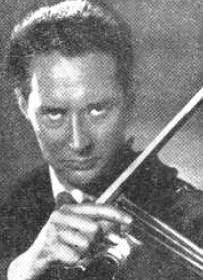
イゴール・オジム／3月23日没

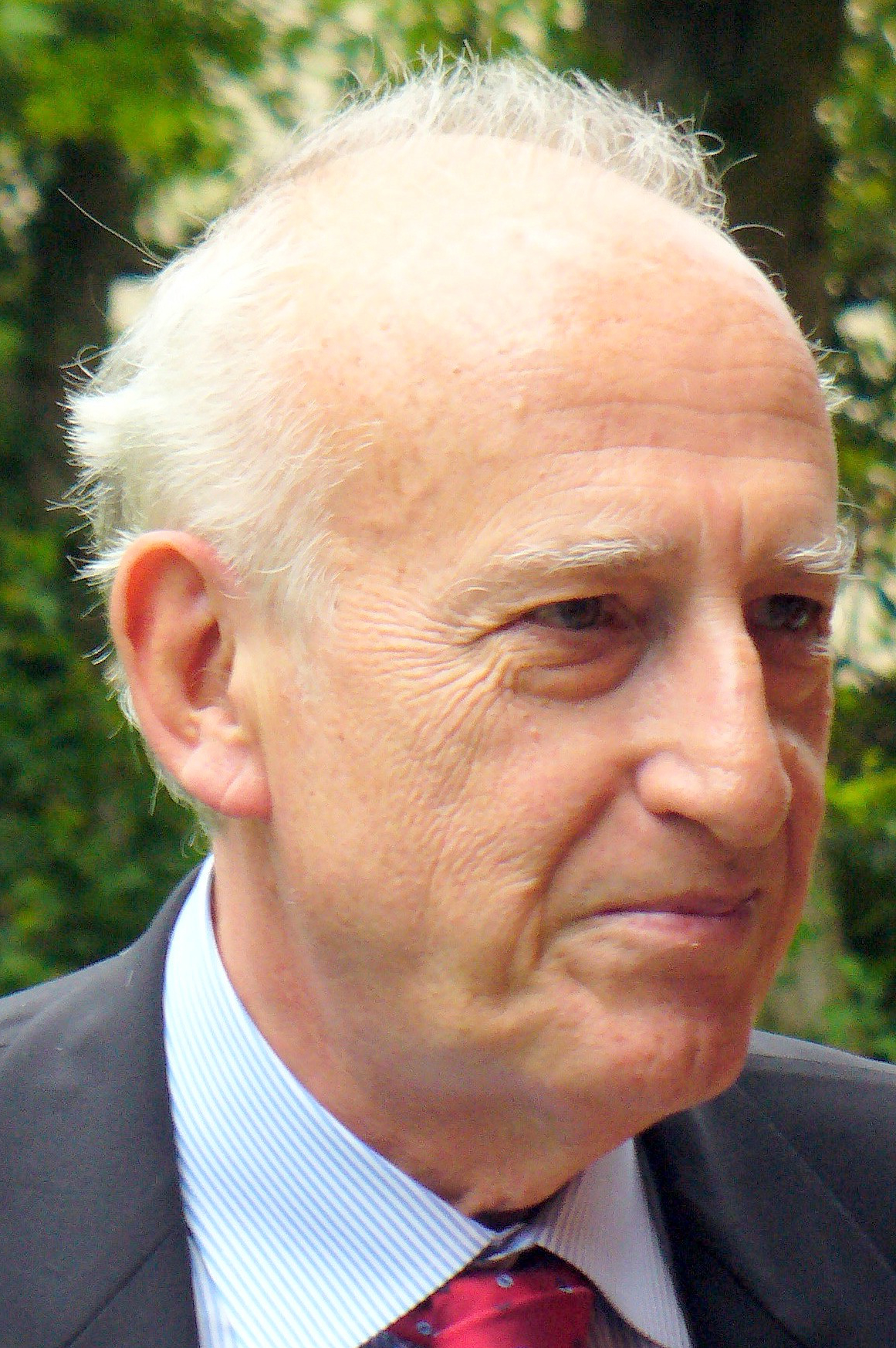
マウリツィオ・ポリーニ／3月23日没

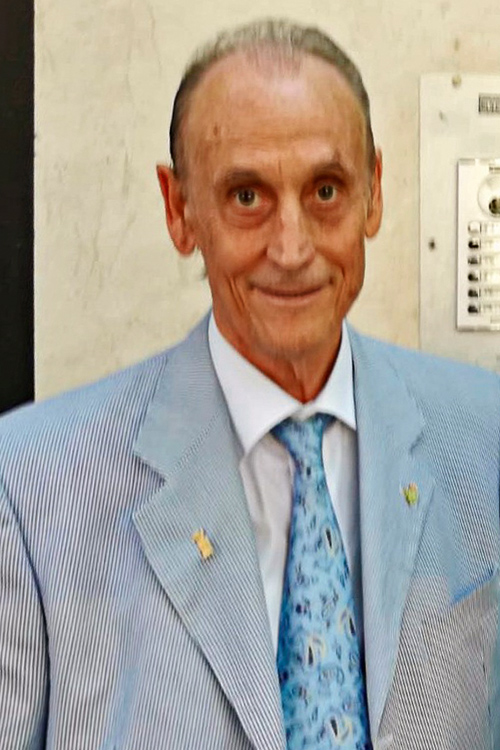
マヌエル・ルイス・デ・ロペーラ／3月24日没（訃報発表日）

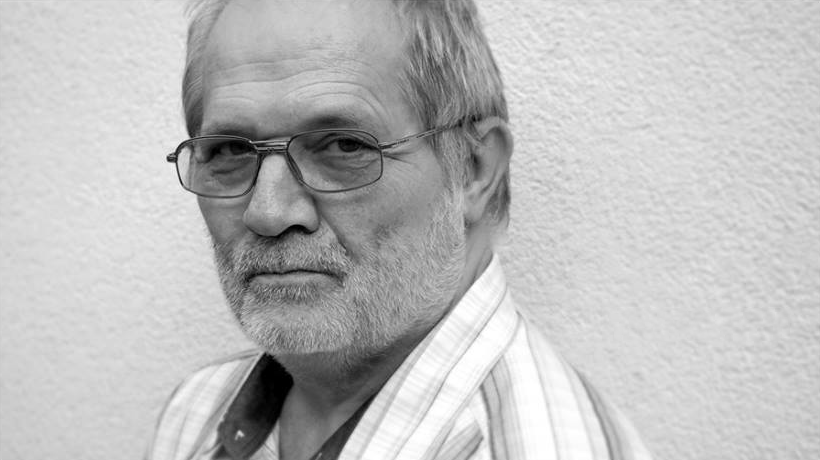
エトヴェシュ・ペーテル／3月24日没

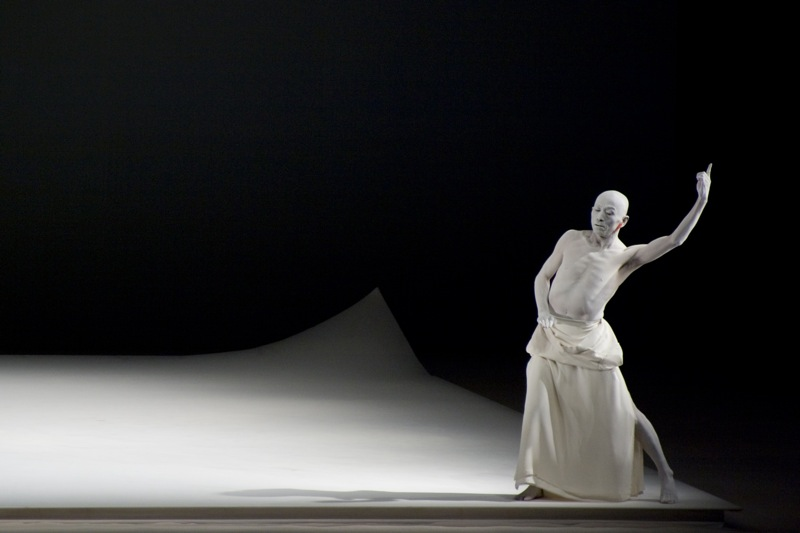
天児牛大／3月25日没

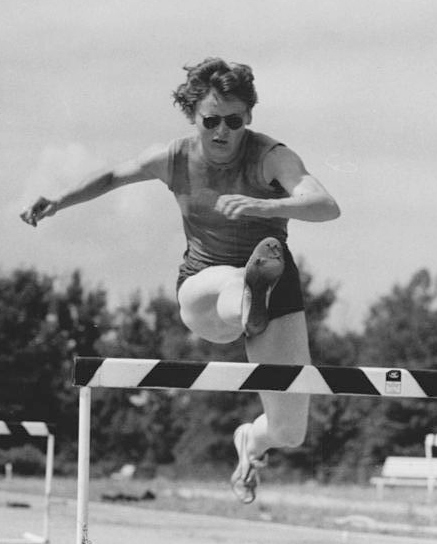
ギゼラ・ビルケマイヤー／3月26日没

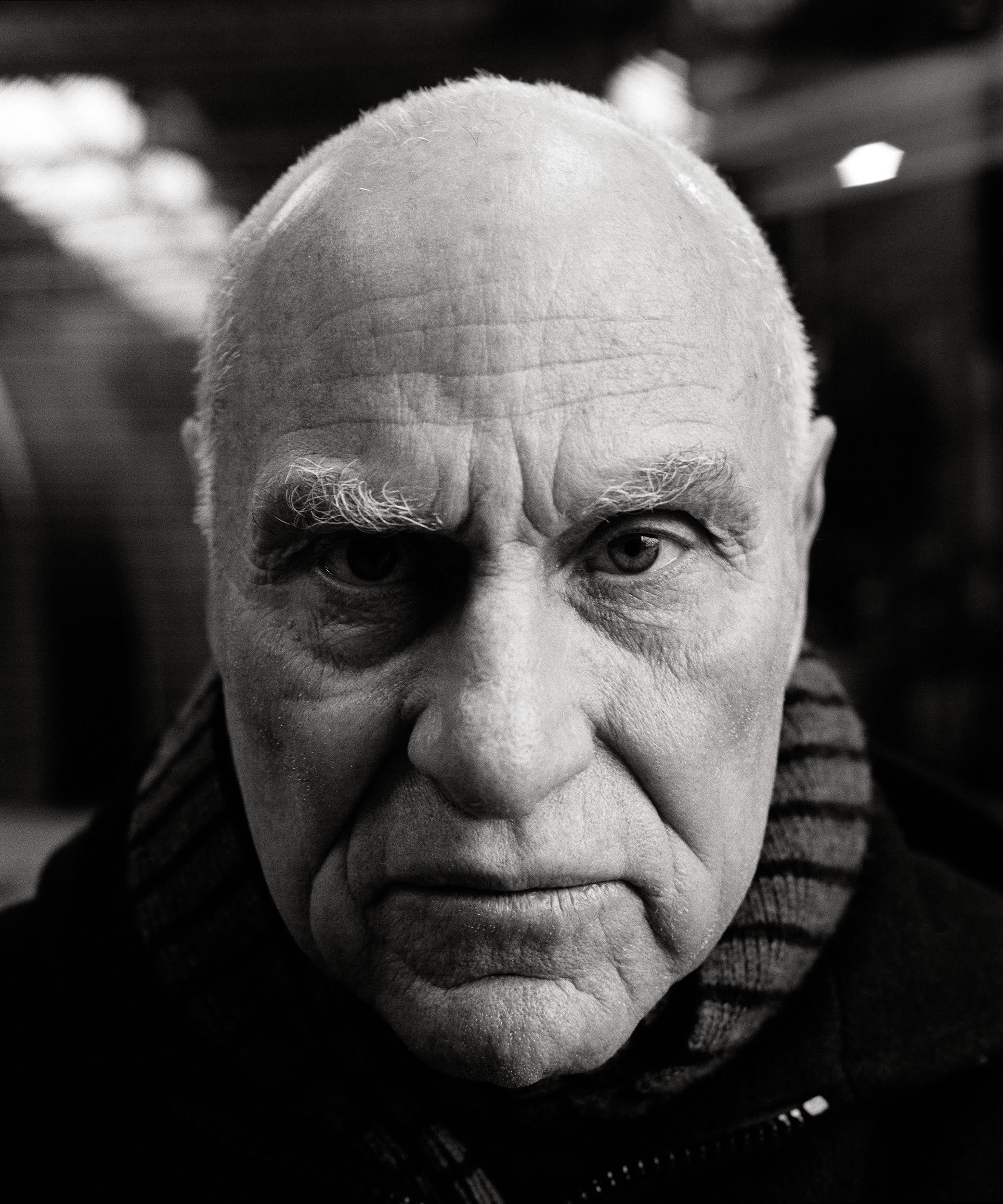
リチャード・セラ／3月26日没

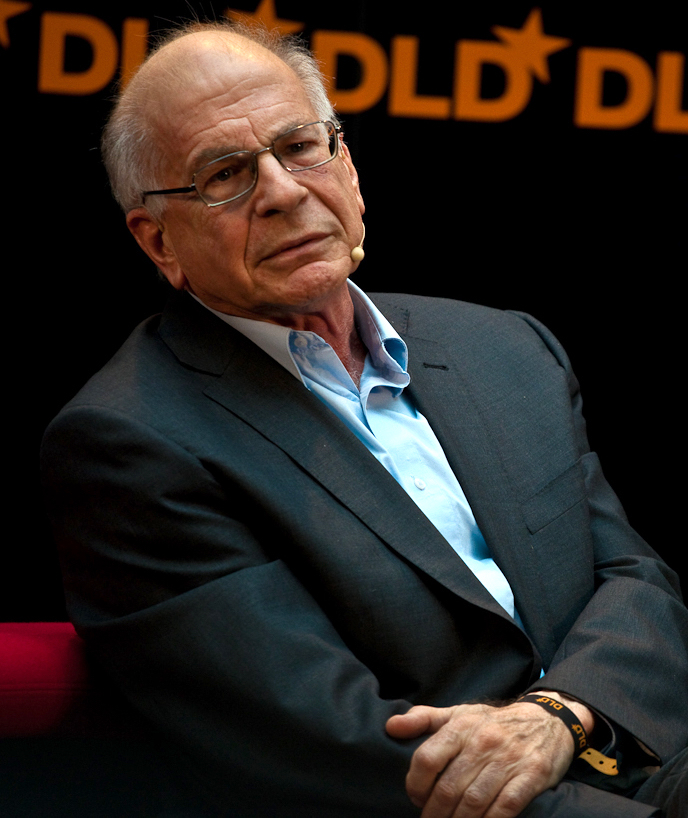
ダニエル・カーネマン／3月27日没

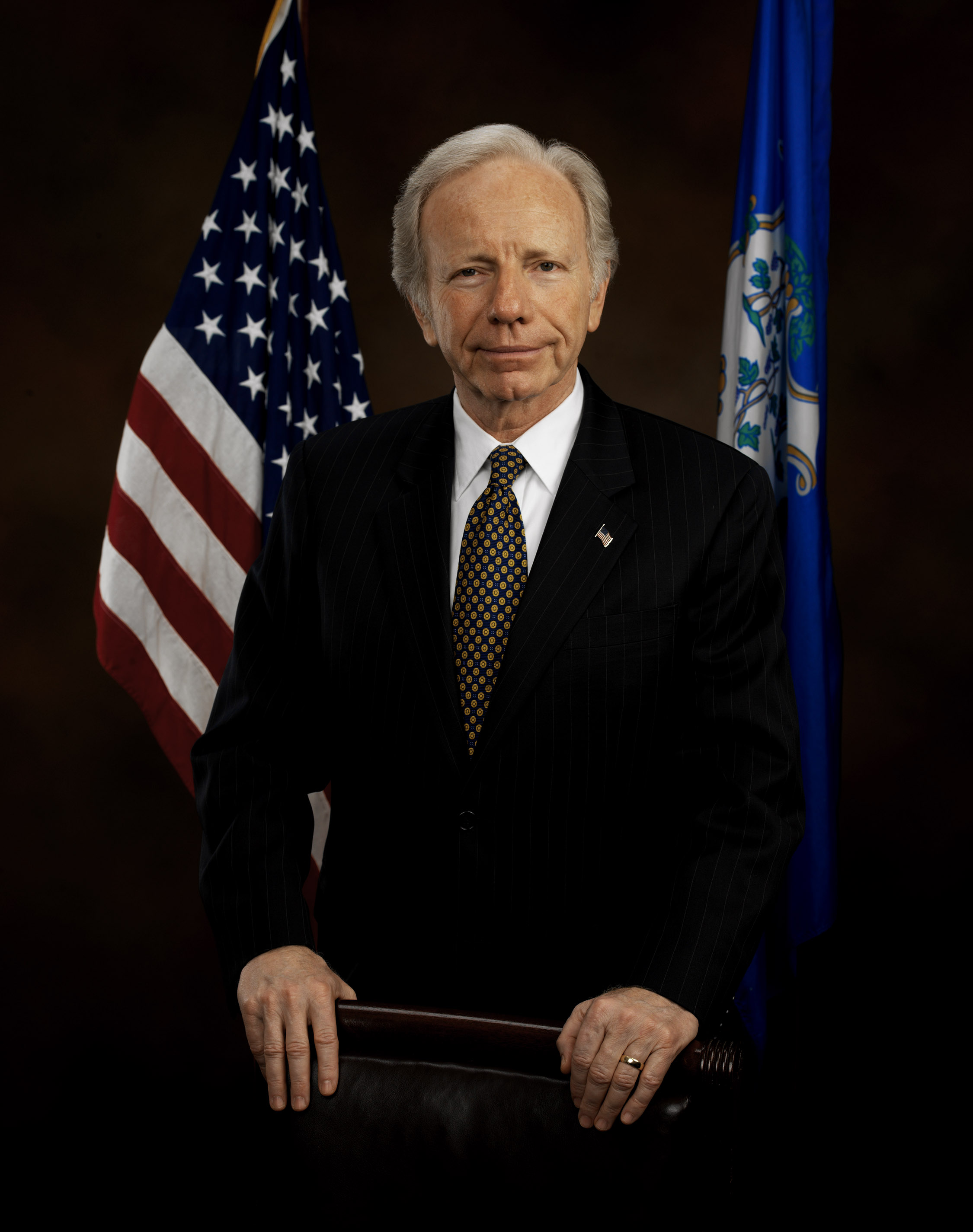
ジョー・リーバーマン／3月27日没

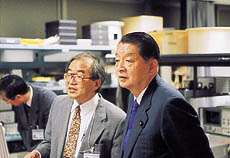
平林鴻三（右）／3月28日没

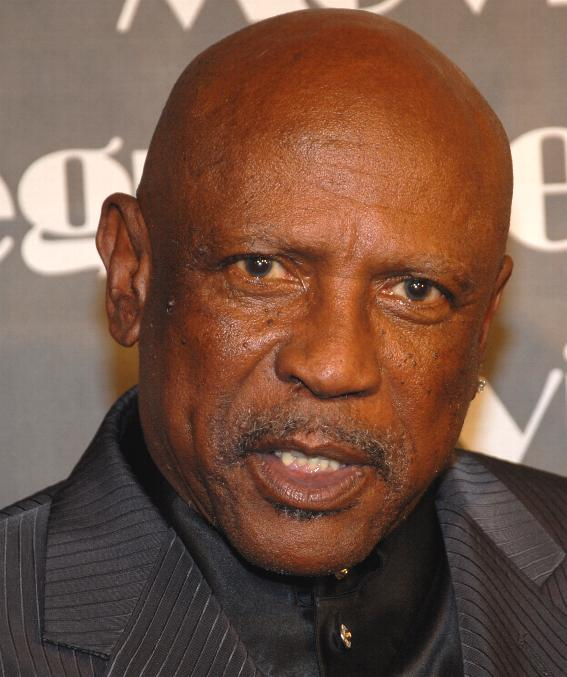
ルイス・ゴセット・ジュニア／3月29日没

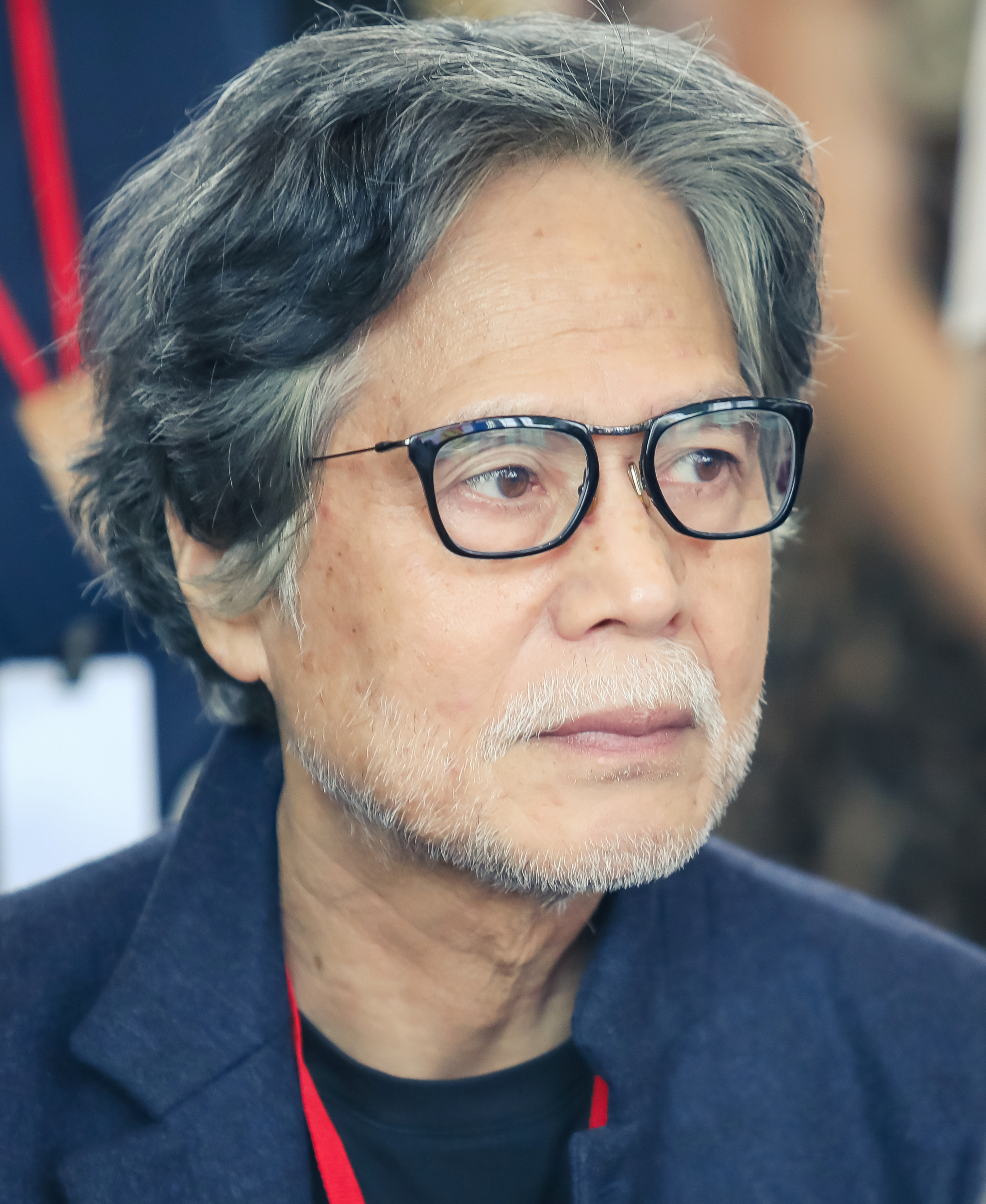
駒形克己／3月29日没

- 3月16日 - 晴山信一、日本の農学者、岩手大学名誉教授（* 1925年）[122]
- 3月16日 - デヴィッド・サイドラー、イギリス出身のアメリカ合衆国の脚本家（* 1937年）[123]
- 3月16日 - ジャレッド・コーン、アメリカ合衆国の土木工学者、環境工学者、元カーネギーメロン大学学長（* 1947年）[124]
- 3月16日 - 宮下祐一、日本のグラフィックデザイナー（* 1963年または1964年）[125]
- 3月17日 - 武田暁、日本の理論物理学者、東北大学名誉教授（* 1924年）[126][127]
- 3月17日 - 枡田秀山、日本の僧侶、法隆寺第127世住職、聖徳宗第4代管長（* 1925年?）[128]
- 3月17日 - 南村志郎、日本の実業家、貿易商、ジャーナリスト、元西園寺公一事務所所長、元東方輪船社長、元自立経済通信社記者（* 1929年）[129]
- 3月17日 - 徐廷和（朝鮮語版）、大韓民国の政治家、公務員、元内務部長官、元忠清南道知事、元国会議員（* 1933年）[130]
- 3月17日 - ヌノ・ジュディセ（英語版）、ポルトガルの詩人、エッセイスト（* 1949年）[131]
- 3月17日 - スティーヴ・ハーレイ（英語版）、イギリスの歌手、ミュージシャン（* 1951年）[132]
- 3月17日（訃報発表日） - マルワーン・イーサー、パレスチナの軍事指導者、イッズッディーン・アル＝カッサーム旅団の副司令官（* 1965年）[133]
- 3月17日 - 坂間叶夢、日本のプロボクサー（* 2003年）[134]
- 3月18日 - 渡部忠世、日本の農学者、京都大学名誉教授（* 1924年）[135]
- 3月18日 - トーマス・スタッフォード、アメリカ合衆国の宇宙飛行士（* 1930年）[136]
- 3月18日 - 木島丘、日本の政治家、元広島市議会議員・議長（* 1933年）[137][138]
- 3月18日 - ペーター・ボリガー（英語版）、スイスの元ボート競技選手、1968年オリンピック銅メダリスト（* 1937年）[139]
- 3月18日 - ジミー・ヘイスティングス、イギリスのミュージシャン（* 1938年）[140]
- 3月18日 - アンゲル・マリン（英語版）、ブルガリアの政治家、元副大統領（* 1942年）[141]
- 3月18日 - 篠塚建次郎、日本のラリードライバー（* 1948年）[142]
- 3月18日 - 安里英子、日本の詩人、著作家（* 1949年?）[143]
- 3月18日 - ジム・ウォード、アメリカ合衆国のゲームデザイナー（* 1951年）[144]
- 3月18日 - 木下康仁、日本の医療社会学者、立教大学名誉教授（* 1953年）[145]
- 3月18日 - ダニエル・バルブ（英語版）、ルーマニアの歴史神学者、政治家、ブカレスト大学教授、元文化相、元元老院議員（* 1957年）[146]
- 3月18日 - クリス・サイモン（英語版）、カナダの元プロアイスホッケー選手（* 1972年）[147]
- 3月18日（訃報発表日） - カンスタンツィン・カリツォウ（英語版）、ベラルーシの元プロアイスホッケー選手、指導者、元同国代表（英語版）（* 1981年）[148]
- 3月19日 -  合田司郎、日本の政治家、元高知県大川村長（* 1932年）[149][150]
- 3月19日 - M・エメット・ウォルシュ、アメリカ合衆国の俳優（* 1935年）[151]
- 3月19日 - 伊村元道、日本の英語教育学者、元玉川大学・拓殖大学教員、元語学教育研究所所長（* 1935年）[152]
- 3月19日 - 熊谷宗恵、日本の僧侶、真宗大谷派元宗務総長（* 1938年）[153]
- 3月19日（訃報発表日） - 福島孝徳、日本の脳外科医（* 1942年）[154]
- 3月19日 - 斉藤圭史郎、日本の実業家、元蝶理社長（* 1942年?）[155]
- 3月19日 - 松原マリナ、ブラジルのボランティア、関西ブラジル人コミュニティ代表、元在神戸ブラジル名誉領事（* 1953年）[156]
- 3月19日（訃報発表日） - 関根英之、日本の柔道家、1990年アジア競技大会金メダリスト（* 1967年）[157]
- 3月19日（訃報発表日） - ワシリー・ウトキン（英語版）、ロシアのスポーツジャーナリスト、コメンテーター（* 1972年）[158]
- 3月19日（訃報発表日） - エルセン・マルティン、トルコの元プロサッカー選手、元同国代表（* 1979年）[159]
- 3月19日（訃報発表日） - ブロリーレッグス（英語版）、アメリカ合衆国のプロゲーマー（* 1988年）[160]
- 3月20日 - マーティン・グリーンフィールド（英語版）、チェコスロバキア出身のアメリカ合衆国のテーラー、ホロコースト生存者（* 1928年）[161]
- 3月20日 - 坂本長利、日本の俳優（* 1929年）[162]
- 3月20日 - 藤田嘉夫、日本の工学者、北海道大学名誉教授（* 1929年）[163]
- 3月20日 - ミルトン・ダイアモンド、アメリカ合衆国の解剖学者、性科学者、生殖生物学者（* 1934年）[164]
- 3月20日 - 醍醐麻沙夫、日本の小説家、元サックス奏者（* 1935年）[165]
- 3月20日 - 橋爪弘雄、日本の結晶学者、東京工業大学名誉教授（* 1939年?）[166]
- 3月20日 - ヴァーナー・ヴィンジ、アメリカ合衆国のSF作家（* 1944年）[167]
- 3月20日 - オデル・ジョーンズ（英語版）、アメリカ合衆国の元プロ野球選手（* 1953年）[168]
- 3月20日 - 王世雄（中国語版）、中華民国（台湾）の政治家、元立法委員（* 1961年）[169]
- 3月21日 - 西岡孝、日本の実業家、西菱電機創業者・相談役（* 1923年）[170]
- 3月21日 - 市丸良一、日本の実業家、市丸グループ会長（* 1930年）[171]
- 3月21日 - ロン・ハーパー（英語版）、アメリカ合衆国の俳優（* 1933年）[172]
- 3月21日 - トーマス・エドワード・デイマー、アメリカ合衆国の哲学者（* 1937年）[173]
- 3月21日 - 森内勇、日本の政治家、元青森県外ヶ浜町長、元青森県議会議員、元青森市議会議員（* 1938年）[174]
- 3月21日 - 吉田泰巳、日本の華道家（* 1939年）[175]
- 3月21日 - オルランド・アラベナ（英語版）、チリの元プロサッカー選手、指導者、元同国代表・同監督（* 1942年）[176]
- 3月21日 - ミリアム・ロススタイン（英語版）、アメリカ合衆国のスピードスケーター、1968年冬季オリンピック銀メダリスト（* 1946年）[177]
- 3月21日 - フレデリック・ミッテラン、フランスの政治家、元文化通信相（* 1947年）[178]
- 3月21日 - ヴォルフガング・プロットケ（英語版）、ドイツの元ボート競技選手、1972年オリンピック銅メダリスト（* 1948年）[179]
- 3月21日 - 石井徹也、日本の放送作家、落語研究家（* 1956年）[180]
- 3月21日（訃報発表日） - 瀬尾英樹、日本のデザイナー、アーティスト（* 1974年）[181]
- 3月22日 - ローラン・ド・ブリュノフ、フランスの作家、アーティスト（* 1925年）[182]
- 3月22日 - チャック・シールバック（英語版）、アメリカ合衆国の元プロ野球選手（* 1948年）[183]
- 3月22日 - アレック・ポポフ（英語版）、ブルガリアの作家（* 1966年）[184]
- 3月23日 - 西平秀夫、日本の政治家、元石川県田鶴浜町長（* 1928年）[185][186]
- 3月23日 - ピーター・アンジェロス、アメリカ合衆国の弁護士、元ボルチモア・オリオールズオーナー（* 1929年）[187]
- 3月23日 - イゴール・オジム、スロベニアのヴァイオリニスト（* 1931年）[188]
- 3月23日 - ニコラエ・マノレスク（英語版）、ルーマニアの文学評論家（* 1939年）[189]
- 3月23日 - マウリツィオ・ポリーニ、イタリアのピアニスト（* 1942年）[190]
- 3月23日 - アブドゥラー・シドラン（英語版）、ユーゴスラビア、ボスニア・ヘルツェゴビナの詩人、脚本家（* 1944年）[191]
- 3月23日 - シルビア・トルトーサ（英語版）、スペインの女優（* 1947年）[192]
- 3月24日 - 中山恵津子、日本の浪曲師、漫才師（* 1927年?）[193]
- 3月24日 - ジョージ・アビー（英語版）、アメリカ合衆国の航空宇宙局職員、元空軍軍人、ジョンソン宇宙センター第7代所長、元アメリカ空軍パイロット（* 1932年）[194]
- 3月24日 - 渡辺文男、日本のジャズドラマー（* 1938年）[195]
- 3月24日（訃報発表日） - マヌエル・ルイス・デ・ロペーラ、スペインの実業家、元レアル・ベティス会長・オーナー（* 1944年）[196]
- 3月24日 - エトヴェシュ・ペーテル、ハンガリーの作曲家、指揮者（* 1944年）[197]
- 3月24日 - ビオレッタ・ケサーダ（英語版）、キューバの元短距離走選手、1968年オリンピック銀メダリスト（* 1947年）[198]
- 3月24日 - 中野吉實、日本の農業協同組合幹部、元全国農業協同組合連合会会長（* 1948年）[199]
- 3月24日（訃報発表日） - ゴード・シングルトン、カナダの元サイクリスト（* 1956年）[200]
- 3月24日（遺体発見日） - ブリジット・ガルシア（英語版）、エクアドルの政治家、サン・ビセンテ（英語版）市長（* 1997年）[201]
- 3月24日 - 塚本雄大、日本の騎手（* 1998年）[202]
- 3月25日 - 後藤豊彦、日本の銀行家、元福岡銀行会長（* 1928年?）[203]
- 3月25日 - 相川堅治、日本の政治家、元千葉県富里市長、元富里市議会議員（* 1940年）[204]
- 3月25日 - フリッツ・ヴェッパー（英語版）、ドイツの俳優（* 1941年）[205]
- 3月25日 - ポーラ・ワインスタイン、アメリカ合衆国の映画プロデューサー（* 1945年）[206]
- 3月25日 - 天児牛大、日本の舞踏家、振付家、演出家（* 1949年）[207]
- 3月25日 - クリス・クロス（英語版）、イギリスのベーシスト（* 1952年）[208]
- 3月25日 - ハンフリー・キャンベル（英語版）、スリナム出身のオランダの歌手（* 1958年）[209]
- 3月25日（訃報発表日） - 雪永ちっち、日本の漫画家（* 生年不明）[210]
- 3月26日 - ジュリアーノ・ヴァンジ、イタリアの彫刻家（* 1931年）[211]
- 3月26日 - ギゼラ・ビルケマイヤー、東ドイツ、ドイツのハードル競走選手、1956年オリンピック銀メダリスト、1960年オリンピック銅メダリスト（* 1931年）[212]
- 3月26日 - 宮崎荘平、日本の国文学者、新潟大学名誉教授（* 1933年）[213]
- 3月26日 - 前田次啓、日本の実業家、元ニッパツ社長（* 1934年?）[214]
- 3月26日 - 多川乗覚、日本の僧侶、興福寺長老・元貫首（* 1936年?）[215]
- 3月26日 - イェレ・ハクセ（オランダ語版）、オランダの画家、挿絵画家、彫刻家（* 1937年）[216]
- 3月26日 - リチャード・セラ、アメリカ合衆国の彫刻家（* 1938年）[217]
- 3月26日 - ラミーヌ・バングラ（英語版）、シエラレオネの元サッカー選手、指導者、元同国代表（* 1964年?）[218]
- 3月27日 - ダニエル・カーネマン、イスラエル、アメリカ合衆国の心理学者、2002年ノーベル経済学賞受賞者（* 1934年）[219]
- 3月27日 - 神山繁實、日本の牧師、神学者、沖縄キリスト教学院大学・同短期大学元理事長、元学長（* 1935年?）[220]
- 3月27日 - 坂井音重、日本の能楽師、重要無形文化財総合認定保持者（* 1939年）[221]
- 3月27日（訃報発表日） - ナミグ・アバソフ、アゼルバイジャンの政治家、外交官、元国家保安相、元駐ウズベキスタン大使（* 1940年）[222]
- 3月27日 - ジョー・リーバーマン、アメリカ合衆国の政治家、元上院議員、元コネチカット州上院議員・司法長官（* 1942年）[223]
- 3月27日 - 崔大植、大韓民国の元プロサッカー選手、指導者、元同国代表（* 1965年）[224]
- 3月27日 - 阿部雅龍、日本の冒険家（* 1982年）[225]
- 3月28日 - 馬識途、中華人民共和国の作家、詩人、書道家（* 1915年）[226]
- 3月28日 - 斉邦媛（中国語版）、中華民国の作家、翻訳家（* 1924年）[227]
- 3月28日 - 北垣宗治、日本の英文学者、同志社大学名誉教授（* 1929年）[228]
- 3月28日 - 平林鴻三、日本の政治家、第67代郵政大臣、元鳥取県知事、元衆議院議員【自由民主党所属】（* 1930年）[229]
- 3月28日 - さとうわきこ、日本の絵本作家（* 1935年）[230]
- 3月28日 - マリアン・ザジーラ、アメリカ合衆国のライトアーティスト（英語版）（* 1940年）[231]
- 3月28日（訃報発表日） - ラヒブ・アリエフ（英語版）、アゼルバイジャンの俳優（* 1945年）[232]
- 3月28日 - ギー・ゴフェット（英語版）、ベルギーの詩人（* 1947年）[233]
- 3月28日（訃報発表日） - ラリー・ロイド（英語版）、イギリスの元プロサッカー選手、指導者、元イングランド代表（* 1948年）[234]
- 3月28日 - 陣内利博、日本のビジュアルデザイナー、武蔵野美術大学名誉教授（* 1955年）[235]
- 3月28日 - イーゴル・ラウシス（英語版）、ソビエト連邦、ラトビアの元チェスマスター（* 1961年）[236]
- 3月29日 - 鈴木健二、日本のアナウンサー【元日本放送協会所属】、随筆家、元熊本県立劇場・青森県立図書館館長（* 1929年）[237]
- 3月29日 - 権景煥（朝鮮語版）、大韓民国の数学者、浦項工科大学校名誉教授（* 1929年）[238]
- 3月29日 - 鷲見禎彦、日本の実業家、元日本原子力発電社長（* 1930年）[239]
- 3月29日 - 工藤克巳、日本の俳人（* 1934年?）[240]
- 3月29日 - 趙錫来（朝鮮語版）、大韓民国の実業家、ヒョースングループ名誉会長、元全国経済人連合会会長、元韓日経済協会会長（* 1935年）[241]
- 3月29日 - ルイス・ゴセット・ジュニア、アメリカ合衆国の俳優（* 1936年）[242]
- 3月29日 - 林秀行、日本の陶芸家（* 1937年）[243]
- 3月29日 - ジュール・アヨジア（英語版）、スリナムの政治家、元副大統領（英語版）、元司法相（* 1945年）[244]
- 3月29日（訃報発表日） - ジェリー・コンウェイ（英語版）、イギリスのドラマー（* 1947年）[245]
- 3月29日 - ユハース・ペーテル（英語版）、ハンガリーの元サッカー選手、元同国代表、1972年オリンピック銀メダリスト（* 1948年）[246]
- 3月29日 - 太田長八、日本の政治家、元静岡県東伊豆町長（* 1950年）[247]
- 3月29日 - 舟越桂、日本の彫刻家（* 1951年）[248]
- 3月29日 - 駒形克己、日本の造本作家、デザイナー（* 1953年）[249]
- 3月29日 - 山本弘、日本のSF作家、ゲームデザイナー（* 1956年）[250]
- 3月29日 - 坂巻哲也、日本の美容師（* 1962年）[251]
- 3月29日 - チャンス・パードモ、アメリカ合衆国出身のイギリスの俳優（* 1996年）[252]
- 3月30日 - 高橋巌、日本の美学者、日本人智学協会代表、元慶應義塾大学教授（* 1928年）[253]
- 3月30日 - フレッド・ギャンブル（英語版）、アメリカ合衆国のレーシングドライバー（* 1932年）[254]
- 3月30日 - 矢作和人、日本の元騎手、元調教師（* 1933年）[255]
- 3月30日 - 加藤幸子、日本の小説家（* 1936年）[256]
- 3月30日 - マルティン・アルマダ、パラグアイの人権活動家、元政治犯（* 1937年）[257]
- 3月30日 - 宋文漢（中国語版）、中華人民共和国の陸軍軍人、政治家、中国人民解放軍中将、元広州軍区参謀長・副司令官、元全国人民代表大会代表（* 1939年）[258]
- 3月30日 - 吉田憲正、日本の銀行家、元池田泉州ホールディングス会長、元泉州銀行頭取（* 1944年）[259]
- 3月31日 - 薗部儀三郎、日本のスーパーセンテナリアン（* 1911年）[260]
- 3月31日 - バーバラ・ラッシュ（英語版）、アメリカ合衆国の女優（* 1927年）[261]
- 3月31日 - ジョナサン・ベネット、ニュージーランド出身のイギリスの形而上学者、言語哲学者、シラキュース大学名誉教授（* 1930年）[262]
- 3月31日 - 野中一二三、日本の政治家、元京都府園部町長（* 1931年）[263]
- 3月31日 - ナム・イル（朝鮮語版）、大韓民国の俳優（* 1938年）[264]
- 3月31日（訃報発表日） - ニヨレ・サドゥーナイテ（英語版）、ソビエト連邦、リトアニアのカトリック教会の修道女、政治活動家（* 1938年）[265]
- 3月31日 - パヴェル・スヴォヤノフスキー（英語版）、チェコスロバキア、チェコの元ボート競技選手、1972年オリンピック銀メダリスト、1976年オリンピック銅メダリスト（* 1943年）[266]
- 3月31日 - 村上龍一、日本の地方公務員、元大阪府大阪市副市長（* 1951年）[267]
- 3月31日 - ロブ・カーマン、オランダのキックボクサー、ムエタイ選手（* 1960年）[268]
- 3月31日 - 葉山陽代、日本の女優（* 生年不明）[269]